# Cathédrale Saint-Cyr-et-Sainte-Julitte de Nevers
 (juillet 2024).
Pour les articles homonymes, voir église Saint-Cyr-et-Sainte-Julitte.
La cathédrale Saint-Cyr-et-Sainte-Julitte de Nevers est une cathédrale catholique située à Nevers dans la Nièvre en Bourgogne (France). Elle est dédiée à saint Cyr (Cyricus), martyr en 304 à l'âge de trois ou quatre ans, et à sa mère sainte Julitte (Julitta), également martyre.
Elle est aussi un monument historique, et le siège du diocèse de Nevers.

## Le culte de saint Cyr et sainte Julitte à Nevers
Martyrs des premiers siècles de l'ère chrétienne, Cyr et Julitte furent suppliciés vers l'an 304, au cours des dernières grandes persécutions ordonnées par l'empereur romain Dioclétien. Leur martyre eut lieu à Tarse, ville natale de l'apôtre Paul, située dans le sud de l'actuelle Turquie. Leur vie est semi-légendaire, mais l'authenticité de leur martyre est incontestable.
Très vite après leur mort, leur culte et la vénération de leurs reliques se répand dans tout le bassin méditerranéen, en Syrie, en Palestine, en Ibérie (actuelle Géorgie), en Pont, en Lydie et jusqu'en Italie où une église est consacrée à saint Cyr dès le VIe siècle. Le culte des deux martyrs se répand en Gaule à partir du Ve siècle ; Amateur d'Auxerre, évêque d'Auxerre entre 386 et 418 (qui a fait le voyage en Asie mineure en compagnie de saint Savin, lequel se fixe ensuite dans le Poitou) rapporte des reliques des deux saints, offre un bras de saint Cyr à saint Savin et distribue d'autres reliques à divers églises (Toulouse, Arles, etc.).
Jérôme, évêque de Nevers de 800 à 816, place son action pastorale et la restauration de son diocèse sous le patronage de saint Cyr et va chercher des reliques de celui-ci et de sa mère à Auxerre et dans le Poitou ; les reliques sont accueillies à Nevers dans la liesse générale. La cathédrale de Nevers leur est officiellement consacrée au début du IXe siècle.
Le roi des Francs Raoul, qui fut duc de Bourgogne, fait enchâsser d'or le chef de saint Cyr sous l'épiscopat de Tedalgrin, évêque de Nevers de 928 à 947. En 1594, toutes les reliques de saint Cyr et de sainte Julitte possédées à Nevers sont réunies dans un seul reliquaire. En 1793, le reliquaire est caché à Nolay pour échapper à la destruction par les révolutionnaires. Conservées alors dans une boite modeste, les reliques sont en 1861 placées dans un magnifique reliquaire néobyzantin inauguré en grande pompe le 16 juin 1861, jour de la Saint-Cyr. Ce reliquaire est placé en 1872 dans le ciborium du nouvel autel de la cathédrale à la suite d'un vœu de Théodore-Augustin Forcade, évêque de Nevers à l'époque. Le reliquaire a disparu dans le bombardement du 16 juillet 1944.

## Histoire

### Implantation sur un lieu religieux païen
La butte de Nevers a été très tôt un site religieux. Les vestiges d'un temple gallo-romain dédié à Janus ont été découverts vers 1904, lors de fouilles archéologiques au pied de l'édifice.
Le diocèse est établi à Nevers au VIe siècle avec la construction d'un premier édifice dédié à saint Gervais et saint Protais. L'édifice a été orienté le chœur à l'ouest. Cette disposition particulière peut s'expliquer par la nécessité primordiale de s'implanter sur le site païen, sans pour autant tourner le dos à la ville. Or à cette période, l'emprise de la ville reste limitée et l'orientation de l'édifice aurait mis l'entrée à l'opposé du centre politique, côté des remparts. Autre explication : les premiers chrétiens du IVe siècle construisaient leurs églises sur le modèle des basiliques civiles romaines : un rectangle, avec à l'ouest une partie semi-circulaire, voûtée, où siégeait, face à l'est, celui qui présidait l'assemblée.

### La légende du songe de Charlemagne

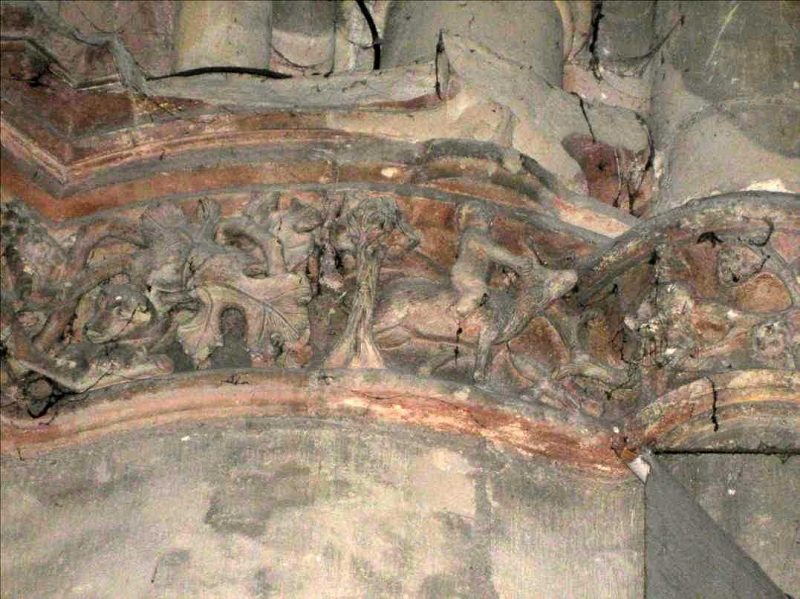
Bas-relief polychrome de la « Légende du sanglier ».

À la fin du VIIIe siècle, l'édifice est en très mauvais état.
La légende raconte que Charlemagne aurait rêvé être poursuivi en forêt par un sanglier furieux et qu'en implorant l'aide céleste, un enfant à demi-nu aurait promis de le sauver s'il lui donnait un vêtement. Le monarque acceptant, l'enfant s'en serait allé, à califourchon sur le sanglier. À son réveil, Charlemagne aurait convoqué ses conseillers et leur aurait raconté ce rêve. Parmi eux, Jérôme de Nevers, évêque de Nevers, expliqua au roi que l'enfant qu'il avait vu était saint Cyr, que le voile demandé représentait la restitution des biens confisqués de l'Église ainsi que la restauration de la cathédrale qui, dès lors, est consacrée à saint Cyr et à sa mère sainte Julitte. Charlemagne, touché, versa argent et biens au diocèse de Nevers. L'édifice fut reconstruit.
Les reliques de saint Cyr et de sa mère sainte Julitte furent amenées, durant cette période, en deux fois. La première depuis l'abbaye de Saint-Savin-sur-Gartempe où plusieurs communautés religieuses placèrent leur trésor à l'abri des invasions. Un évêque de Nevers, peut-être Heriman (841–860) aurait obtenu une portion de saint Cyr. La seconde eut lieu sous le règne du roi des Francs Raoul (923–936), quand les corps de saint Cyr et de sa mère saint Julitte furent amenés depuis l'église Saint-Amatre d'Auxerre où saint Amatre les avait déposés après son retour d'Antioche avant 418. Lors de la seconde translation des reliques du saint dans le premier tiers du Xe siècle, des miracles eurent lieu à Nevers, sans que l'on en connaisse le détail.
Cet épisode est relaté dans la cathédrale sur le dernier chapiteau de la nef, côté sud, et sur le pignon du chevet roman, reconstruit par l'architecte Victor Ruprich-Robert à la fin du XIXe siècle.

### AuxXIIIeetXIVesiècles

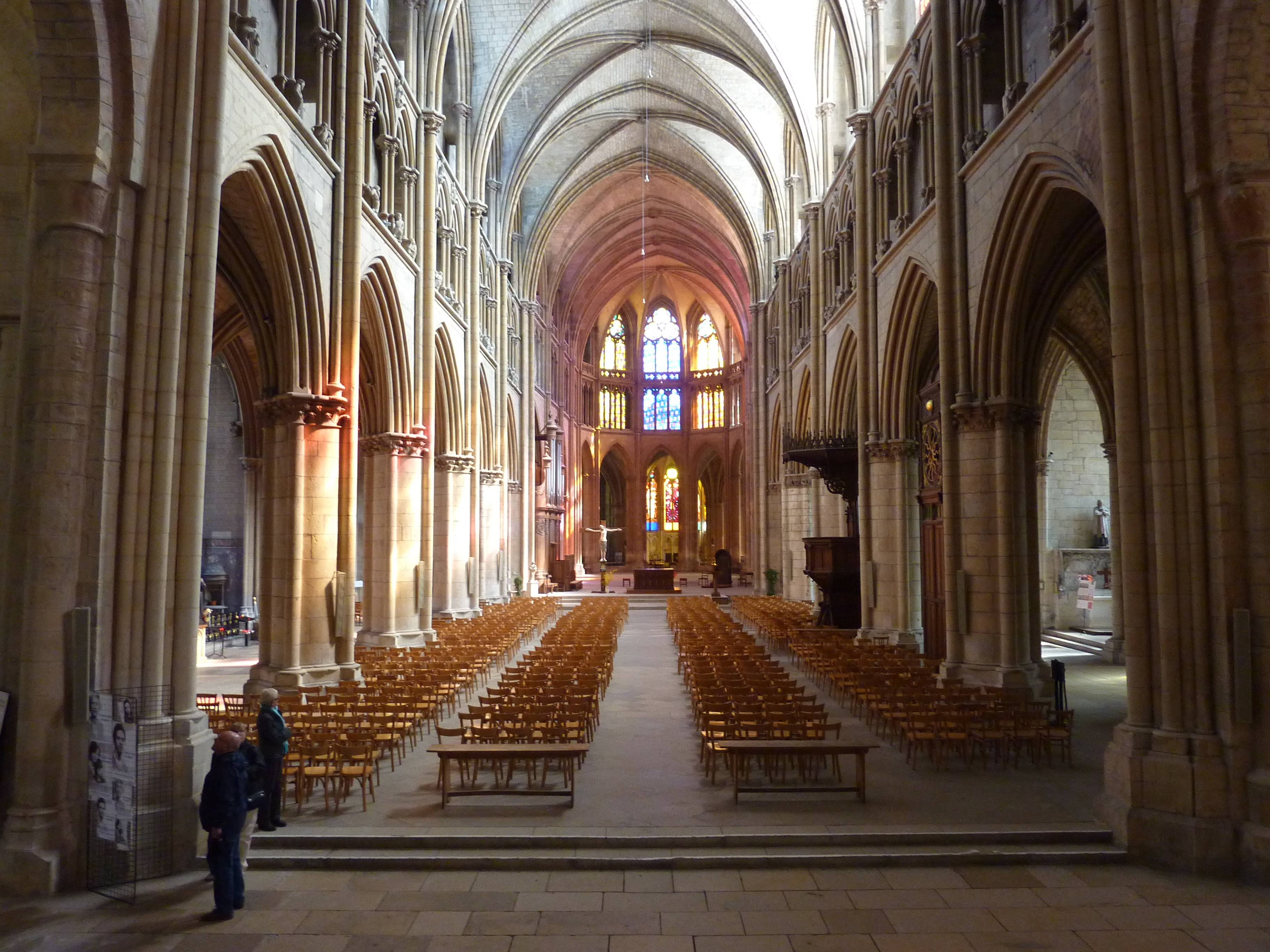
Vue intérieure de la cathédrale Saint-Cyr-et-Sainte-Julitte.

Au début du XIIIe siècle, le groupe cathédral se présente sous la forme d'un narthex à deux travées voûtées, donnant au nord sur un baptistère polylobé, dont la fondation remonterait au VIe siècle et au sud sur la chapelle épiscopale Saint-Jean construite en bel appareil de pierre. L'église cathédrale se compose d'une nef probablement charpentée, d’un transept de même et d'un chœur composé d'une crypte semi-enterrée et d'une tribune haute, disposition héritée des édifices de la renaissance carolingienne (ex. : l'abbaye de Saint-Riquier, dans la Somme). Deux tours flanquent les façades orientales du transept, au nord et au sud.
Après un incendie en 1211 qui détruisit de larges portions de la cathédrale, L'évêque Guillaume de Saint-Lazare la reconstruisit dans le style « nouveau » gothique. La cité de Nevers s'est développée, son enceinte s'est agrandie et l'édifice peut désormais être envisagé orienté (chœur vers l'est).
La construction nouvelle présente une élévation à trois étages : grandes arcades, triforium aveugle et baies hautes. Une des spécificités de cette architecture réside dans la présence de statuettes adossées aux colonnettes des baies hautes et du triforium représentant les Neversois de l'époque dans la diversité de leur condition (gentilshommes, paysans, ecclésiastiques…).
Le chœur et le transept roman, moins atteints par l’incendie ont été conservés. Durant les travaux de reconstruction, ils présentaient l’avantage certain de pouvoir poursuivre l’exercice du culte. Une fois les travaux terminées, il aura certainement manqué une volonté ferme ou des crédits conséquents pour édifier une façade appropriée.
La présence d'un transept gothique à l'est, en plus du transept roman toujours existant, n'est pas réellement prouvée. L'édifice actuel comporte de nombreux vestiges notamment sculptés au nord et au sud, mais rien ne permet d'affirmer que ce transept ait été complètement terminé avant la reconstruction du chœur gothique au XIVe siècle après de nouveaux incendies en 1228 et 1308. En effet, un nouveau chœur est édifié dans le style gothique rayonnant mais sans transept. Les remplages des baies sont plus élaborés, et le triforium désormais ajouré inonde l'édifice de lumière. Si l'on regarde en plan la cathédrale, on remarque que le chœur gothique ne respecte pas l'axe général de l'édifice. Cette particularité a fait l'objet de plusieurs hypothèses tant d'ordre mystique qu'architecturales ou géologiques sans qu'une explication claire ne se distingue.
La reconstruction de la cathédrale, au XIVe siècle après l'incendie de 1308 a été rapide puisqu'en 1331, Pierre La Palud, patriarche latin de Jérusalem, consacra l'édifice.
La construction d'une tour sur le flanc sud de la nef commença dès le début du XIVe siècle. Le plan laisse clairement apparaître qu'une autre tour devait être érigée pour le flanc nord, en remaniant les restes d'une chapelle. La tour est aussi le signe de la préparation d'une façade occidentale qui ne sera jamais construite.

### DuXVeauXVIIIesiècle

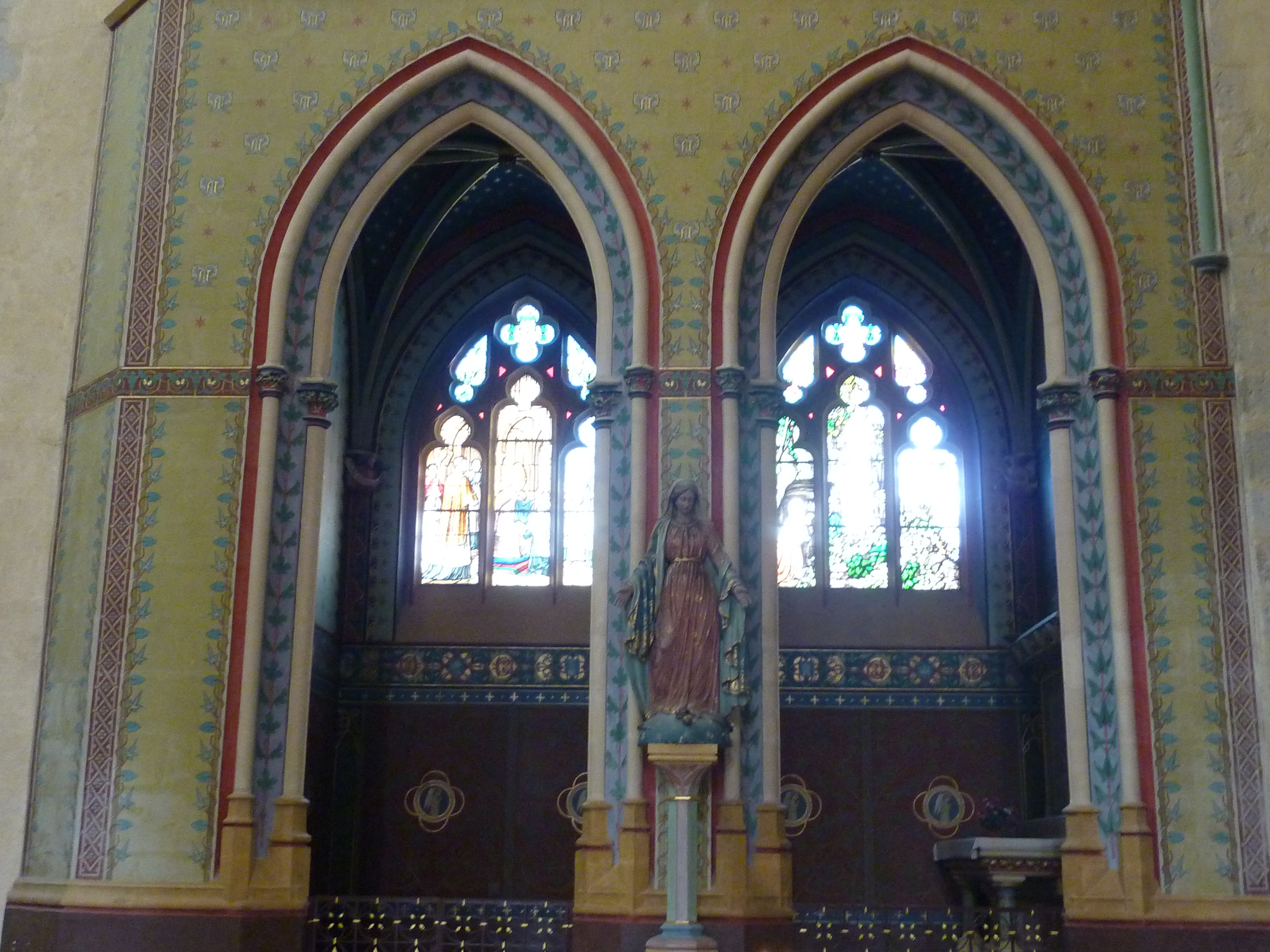
La chapelle de l'Immaculée Conception, XVe siècle (son décor actuel date de 1876).

Au XVe siècle, des chapelles rayonnantes sont édifiées dans le chœur gothique. La chapelle de l'Immaculée Conception date du XVe siècle et atteste que cette croyance était largement répandue en Nivernais bien avant que l'Église catholique n'en fasse un dogme en 1854. Sa décoration actuelle date de 1876.
De nouvelles chapelles sont également ajoutées le long de la nef au XVIe siècle, comme la belle chapelle des Fontenay datée de 1550. Elles sont de style gothique flamboyant. Le mobilier s'enrichit d'un orgue (disparu hormis quelques fragments de buffet), d'un beau jacquemart à automates et d'un décor de chœur : des stalles et un maître-autel en pierre et en albâtre qui est réalisé vers 1580 par un artiste flamand : Jean de Borset.
À cette même période a également repris le chantier de reconstruction de la tour sud. Partiellement rhabillée de pierre de taille en partie basse au XIVe siècle, les travaux sont relancés sous l'épiscopat de Jean Bohier et terminés en 1528 sous celui de Jean III de Navarre. La tour prend, alors, le nom de « Tour Bohier ». La tour nord, rabaissée et simplement couverte d’un pan de tuile canal se fond, aujourd’hui, dans la silhouette de l'édifice. Elle renferme toutefois un des plus vieux escaliers de la cathédrale en « vis de Saint Gilles » (par référence à Saint-Gilles du Gard).
Une chapelle couverte d'une voûte lambrissée avec des entraits à engoulants est édifiée dans l'angle sud-ouest du chœur roman. Cette chapelle, utilisée par le chapitre et contigu aux bâtiments épiscopaux, servira au XIXe siècle de salle de catéchisme avant d'être démolie au début du XXe siècle dans cette mode hygiéniste qui prescrira le percement de l'actuelle rue de l'Abbé-Boutillier.
Le XVIIe siècle ne semble pas avoir marqué le bâtiment de modifications notables. De nombreux vestiges de clôture en ferronnerie et des éléments sculptés de tombeaux datent néanmoins de cette période.

### Période faste avant la Révolution
Dans la seconde moitié du XVIIIe siècle, l'évêque de Nevers Jean-Antoine Tinseau lance une importante campagne de restauration : l'édifice couvert en tuile plate de bourgogne est recouvert en noble ardoise. La charpente est sans doute également refaite à cette époque. Un campanile en arcature de plomb et bulbe d'ardoise, orné de feuillages et de rayons en plomb doré est rajouté sur le toit de la nef, raccordé au jacquemart du chœur.
Un nouveau dallage est mis en place dans le chœur alliant carreaux en calcaire blanc et bouchons en calcaire noir. Un très bel ensemble de boiseries de chœur est réalisé par le sculpteur dijonnais Marlet et le menuisier Bochard en 1770. Enfin une belle grille de chœur due au serrurier neversois Claude Denis est posée à la même période. Pour ce faire, le jubé est démoli. Une série de pierres polychromes d'une remarquable qualité et datée du XIVe siècle proviendrait de la balustrade du jubé détruit. Les largesses de l'évêque de Nevers, qui en plus de ces travaux rénove la chapelle d’axe (dont la grille de chœur clos désormais une propriété privée rue des Chauvelles, à Nevers) et reconstruit le palais épiscopal dans le goût style Louis XV, encourage les membres du chapitre à l'imiter, notamment une des chapelles du chœur est redécorée par le chanoine Gaspard Leblanc, dont la grille et le tableau de l'Adoration des mages sont les vestiges.

### LeXIXesiècleou l'apprentissage de la Restauration

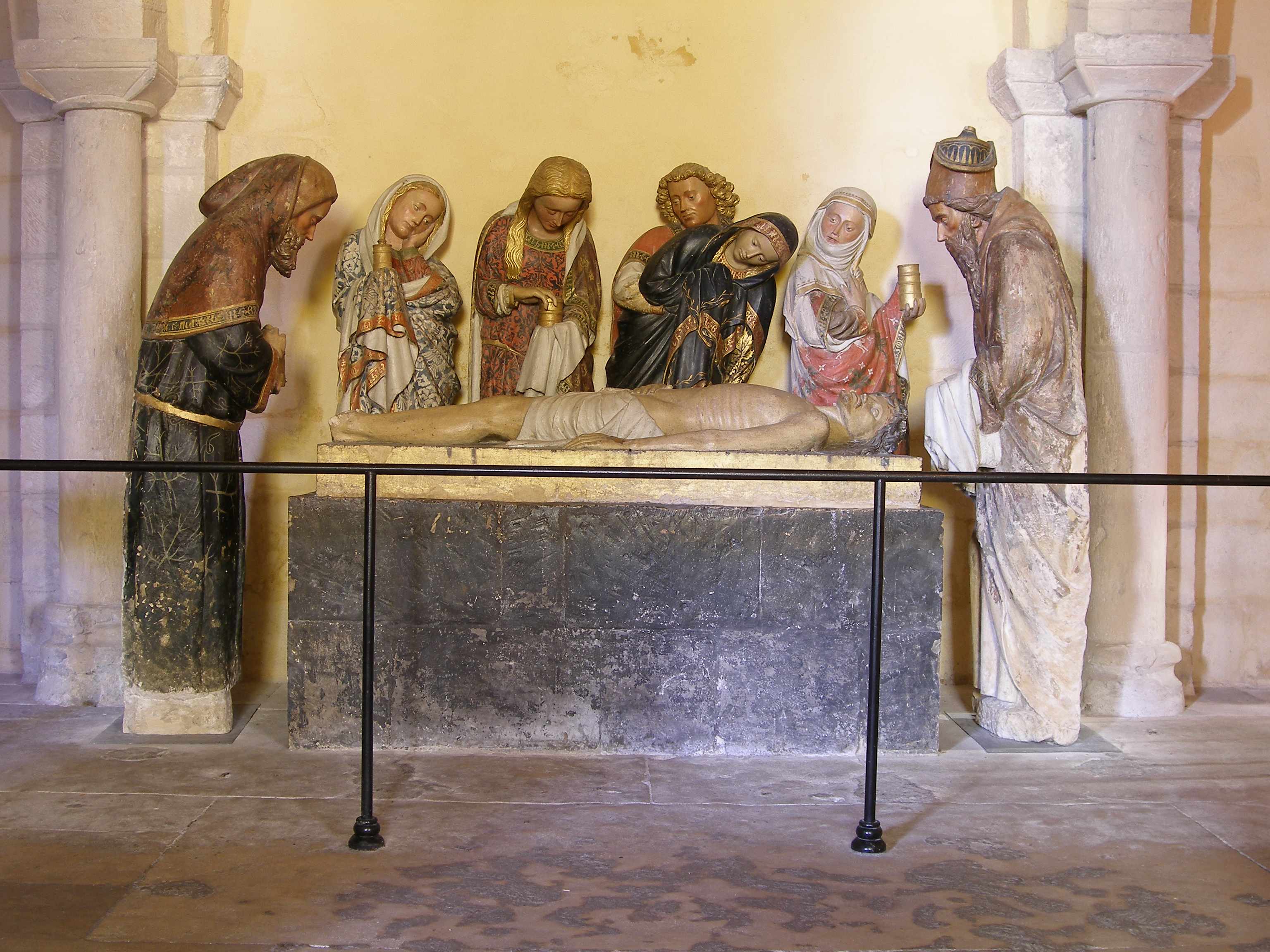
Le groupe de la mise au tombeau, XVe siècle.

La Révolution a pillé la cathédrale. Les tombeaux situés jusque-là dans la nef ont été démolis, les portails et certaines statues ont été livrés à la destruction iconographique ou exilés dans des communes voisines (comme la statue en pierre de saint Christophe, qui avait donné son nom au portail nord de la cathédrale et qui bien que désormais conservée dans l'église de Marzy, a laissé en place son socle sculpté orné d'onde claire et de poissons sautillants, faisant aujourd'hui échos à la coquille de la statue en place de saint Jacques. Les saints monumentaux de la tour ont eu plus de chance.
Les décennies suivantes ont été le champ de travaux importants et parfois discutables : démolition d'une partie du mur de chœur, tentatives de restitution des couvertures en terrasse des bas-côtés par l'architecte Robelin, rendues désastreuses par l'emploi du ciment en lieu et place du plomb trop cher aux yeux de la Commission, débadigeonnage des murs et des voûtes faisant disparaître en même temps que les badigeons de propreté récents la majorité des décors peints et la polychromie d'origine — dont seuls les plus robustes et de trop rares exemples et fantômes subsistent —, démantèlement du mobilier du chœur (une partie des stalles a été envoyée à Montauban à la suite d'un projet de reconstruction d'un ensemble de stalle néo-gothique qui faute de crédit, ne verra jamais le jour).
L'autel historique de Jean de Borset est démoli et remplacé par le ciborium de Jean Gautherin, grand dais de pierre richement sculpté de style gothique, après le vœu émis par les neversois si la ville était protégée de l'invasion allemande lors de la guerre de 1870. La grille de Claude Denis après avoir été déposée et stockée pendant 40 ans est installée à l'entrée du palais épiscopal vers 1860 par l'évêque de Nevers Théodore-Augustin Forcade. Au cours de ce siècle on rapatrie à la cathédrale des objets et ornements provenant d'autres édifices de Nevers détruits, notamment le groupe sculpté de la Mise au tombeau, en pierre et datant de la fin du XVe siècle, dont la très riche polychromie a été refaite au XIXe siècle, et dont les sept personnages sont représentés grandeur nature. Ce groupe est présenté depuis 1830 dans la crypte du chœur roman. Il est  Classé MH (1862) (immeuble par destination).
En 1868, la cathédrale est érigée en basilique mineure par Pie IX sur la demande de Théodore-Augustin Forcade.
Dans la seconde moitié du XIXe siècle, la petite chapelle flanquée sur le côté nord du transept roman est redécorée de décors au pochoir et de peintures murales illustrant la nouvelle dédicace à l'Immaculée Conception. Cette décoration sera ensuite complétée par deux vitraux représentant la Prise du voile de Bernadette Soubirous et les Apparitions à la grotte de Massabielle, en référence à la seconde partie de la vie que la sainte passa au couvent des sœurs de la Charité, à Nevers, dans lequel une chasse expose depuis 1935 son corps miraculeusement conservé. Les vitraux endommagés en 1944 ont été refait à l'identique dans les années 1980.

### Début duXXesiècle
Les premiers feux du XXe siècle ont été consacrés à la suite des travaux de restauration : réfection complète des balustrades des chéneaux (avec parfois une modification sensible des décors en place), remplacement des pinacles et reprise des arcs-boutants. Ces interventions sont aisées à lire sur les façades de l'édifice de par l'emploi de la pierre de Garchy, plus dure, trop dure, et finalement plus blanche que la pierre de Nevers initiale.
La rue de l'Abbé-Boutillier est percée en 1904, au sud de la cathédrale, détruisant l'ancien réfectoire et la salle capitulaire médiévale, la moitié d'un édifice du XVIIIe siècle et la chapelle du XVIe siècle côté du chevet roman. Une cour anglaise est creusée au pied du chœur roman afin de percer de larges baies à même d’éclairer la crypte. C'est lors de cette fouille que les vestiges du temple de Janus sont exhumés. Une base de colonne est toujours visible, sous une plaque, dans la cour anglaise.
Le chœur gothique est enrichi d'une somptueuse mosaïque de marbre réalisée par la maison Favret à Nevers et illustrant sur un schéma rayonnant autour du ciborium de Gautherin les douze signes du zodiaque. La couverture du campanile est refaite vers 1910, en supprimant hélas une partie des ornements en plomb (rayons de soleil). Le jacquemart est restauré en 1913 par la maison Henry Lepaute et remonté sur une gaine en chêne neuve en remplacement de la travée mur de chœur sur laquelle il reposait, détruite au milieu du XIXe siècle dans le cadre du projet de renouvellement des stalles. Le dallage en pierre est remplacé dans presque tout l'édifice.

### Seconde Guerre mondiale
Dans la nuit du 15 au 16 juillet 1944, des bombes alliées frappent accidentellement le centre ancien de Nevers au lieu des dépôts ferroviaires initialement visés. Deux bombes tombent sur le chœur gothique. Les vitraux sont soufflés — selon Maître Lechat dans son ouvrage Nevers pas à pas, des débris auraient été projetés jusqu'à la place Carnot, située à deux cents mètres des impacts —, les voûtes du chœur s'effondrent, le mobilier en dessous est réduit en poussière. Le sous-sol est remué : une quinzaine de sépultures d’évêques sont ainsi abîmées. Les stalles sont violemment touchées et l'orgue de Cavaillé-Coll, dont le buffet sculpté était terminé depuis à peine 15 ans, est détruit.
Les travaux de reconstruction se déroulent de 1946 à 1966 pour le gros-œuvre. L'édifice a été reconstruit à l'identique. Des fouilles archéologiques menées dans le chœur ont permis de mettre au jour les vestiges du baptistère pré-roman, de la chapelle épiscopale Saint-Jean, du narthex et du portail d’entrée de la cathédrale romane, où se distinguent encore les premières dalles de pierre qui n'ont plus été foulées depuis près de 800 ans. La restauration du mobilier et la création des nouveaux vitraux s'est étalée jusqu'à nos jours.
Lors de travaux en vue de l'installation du chauffage urbain, des fouilles préventives de l'Institut national de recherches archéologiques préventives (Inrap)[Quand ?] mirent au jour tout près de la cathédrale une mosaïque à rosaces bleues et rouges sur un fond blanc, bordées d'une tresse à deux brins, présentant en son centre des entrelacs, pouvant être un symbole représentant une hache. Tout autour, le sol est en tuileau rose, et l'on peut voir les restes d'un mur arasé à quelques centimètres au-dessus du niveau du sol qui longeait la mosaïque. Ces vestiges sont situés à proximité de ceux du baptistère paléochrétien découvert lors des travaux de restaurations entrepris après la Seconde Guerre mondiale. La mosaïque pourrait dater de l'Antiquité ou bien être contemporaine du baptistère c'est-à-dire entre les Ve et VIe siècles.
Entre autres découvertes, ces travaux préventifs ont permis de découvrir dans le parc du tribunal de grande instance le bassin d'agrément de l'ancien palais épiscopal de 5,20 mètres de diamètre intérieur, enfoui à 1,10 mètre de profondeur. Datant du XVIIIe siècle, il conservait son système d'adduction d'eau.

### XXIesiècle
Grâce à la mise en place du plan Cathédrales en 2020, la cathédrale Saint-Cyr-et-Sainte-Julitte de Nevers a bénéficié de 3,4 millions d'euros pour sa rénovation. Après la restauration du chevet gothique, ce sont les 18 chapelles latérales qui ont commencé à être restaurées en 2021.

## Architecture
La cathédrale a la particularité de présenter deux chœurs opposés, résultant d'une reconstruction incomplète de la cathédrale romane à l'époque gothique. La cathédrale Saint-Cyr-et-Sainte-Julitte de Nevers fait l'objet d'un classement au titre des monuments historiques par la liste de 1862.

### Les extérieurs de l'édifice
La cathédrale Saint-Cyr-Sainte-Julitte de Nevers connaît une histoire architecturale exceptionnelle depuis le VIe siècle. La plus remarquable de ses spécificités est qu'elle comporte deux chœurs, l'un roman (XIe siècle) et l'autre gothique (XIVe siècle) situés à l'opposé l'un de l'autre. Cette particularité est très rare en France, mais plus fréquente en Allemagne rhénane.
La longueur totale de l'édifice, y compris l'abside occidentale et la chapelle de la Sainte-Vierge, fait 101 m.
Le portail nord de l'édifice du XIIIe siècle était très décoré, notamment son tympan. Mais ses nombreuses statues ont été détruites pendant les guerres de Religion au XVIe siècle. En outre, pendant la Révolution française, le tympan a été martelé. Aujourd'hui, le portail de saint Christophe ou du Doyenné se compose d'une porte divisée par un pilier central, ouverte sous quatre archivoltes de moulures en retraite qui retombent sur des pilastres. Ils étaient, autrefois garnis de statues, ainsi que le pilier central et les voussures. Le stylobate est soutenu par des arcatures tréflées.
Le portail sud, du XVe siècle, élevé sous l'épiscopat de Pierre de Fontenay, a été restauré au XIXe siècle. Le portail dit « de Loire » est précédé d'un porche. Les sculptures sont d'une grande finesse : des écussons sont suspendus par des rubans et des chaînettes, à des branches de chêne et à des pampres. La porte est séparée en deux baies en anse de panier par un pilier, auquel était adossée une statue.
Le chevet occidental est renforcé par quatre contreforts relativement modernes. Un cordon billeté fait le tour de l'hémicycle, en encadrant les cintres des fenêtres. Des arcs de décharge sont noyés dans le mur, au-dessous des fenêtres. Les modillons sont du XIIe siècle. Ils sont sculptés de volutes et de têtes d'animaux.
À la base des murs du transept, on peut remarquer des contreforts plats et des baies cintrées bouchées qui datent du XIe siècle pour la partie inférieure et du XIIe siècle pour leur partie supérieure. Les arcs-boutants sont à double étage. Ils sont couronnés de pinacles. L'arc inférieur est vide tandis que l'arc supérieur est garni d'un remplage de meneaux qui dessinent des arcatures tréflées.
Les huit verrières de la nef sont toutes différentes notamment par leurs remplages. Ces derniers appartiennent à la dernière décennie du XVe siècle voire au début du XVIe siècle. À cette époque, l'architecture se dissimule derrière le décor. Les architectes privilégient les courbes au détriment des lignes droites. Ils utilisent, notamment, deux formes dérivées du quadrilobe, mais très contorsionnées : les soufflets et les mouchettes. La cathédrale de Nevers, est, à cet égard, un excellent exemple.
Une galerie moderne à arcatures tréflées borde le toit de la nef.

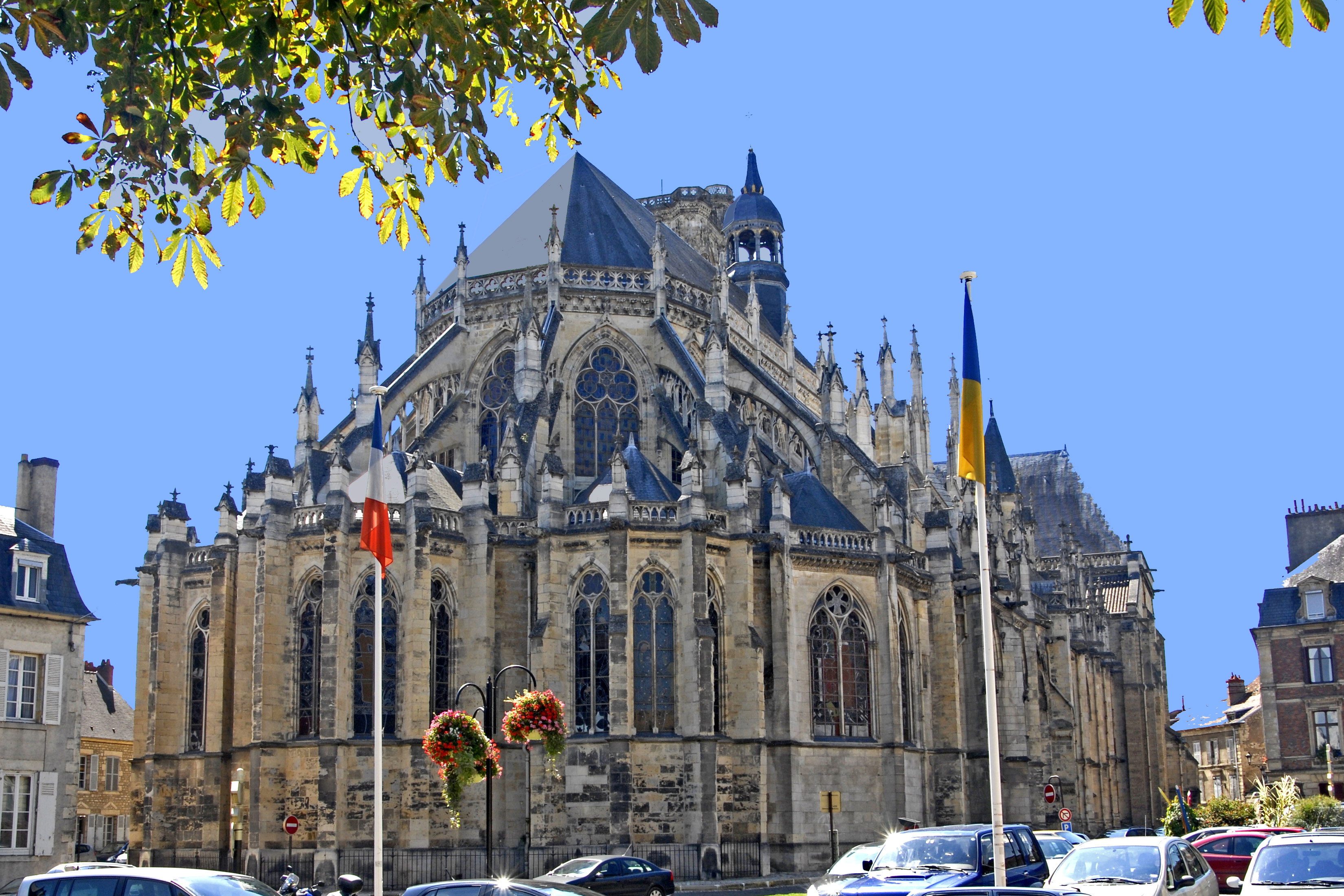
Vue extérieure du chevet.
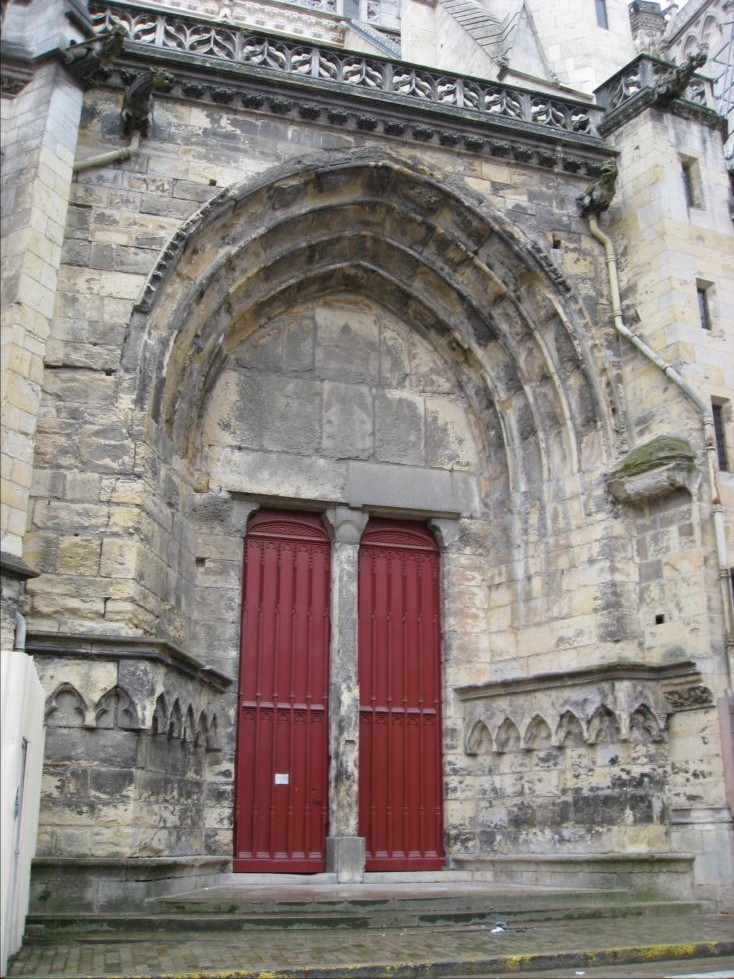
Vue extérieure de l'entrée au niveau de la nef (côté nord).
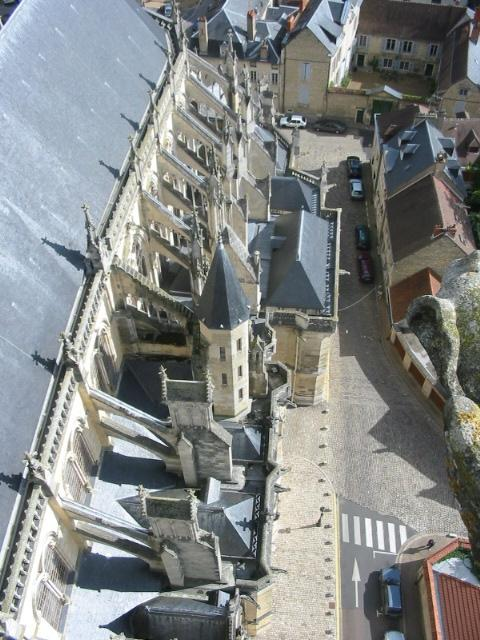
Vue plongeante de la nef (côté nord).
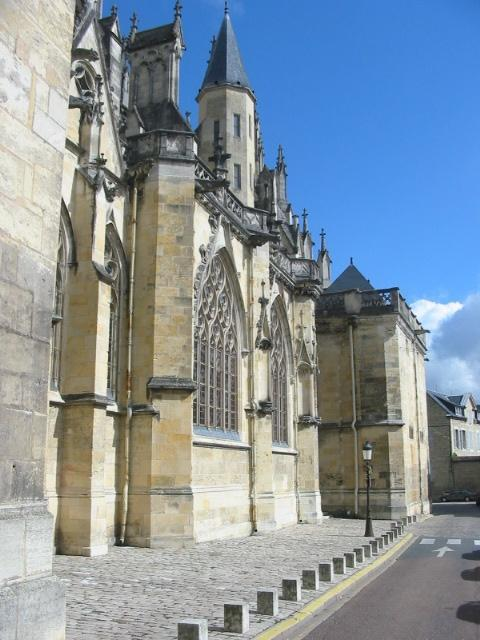
La nef (côté sud).
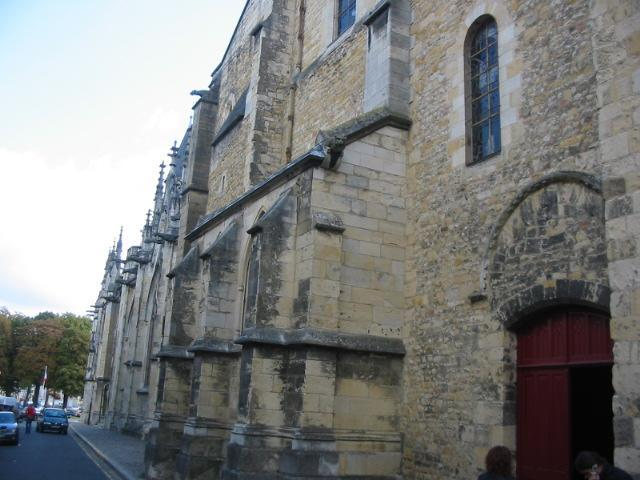
L'entrée principale actuelle, située au niveau du chœur roman.

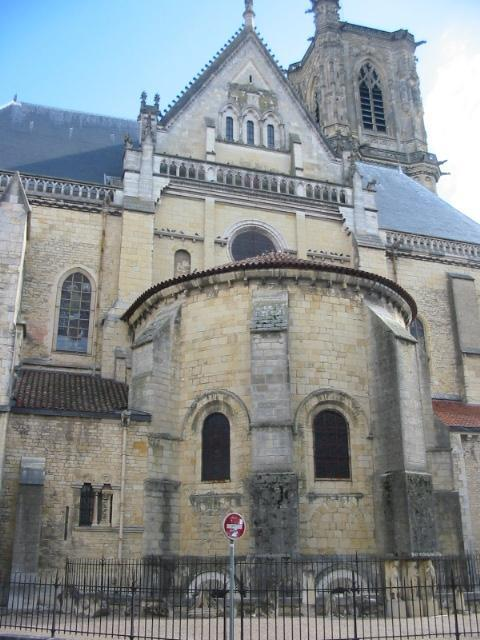
L'abside romane.
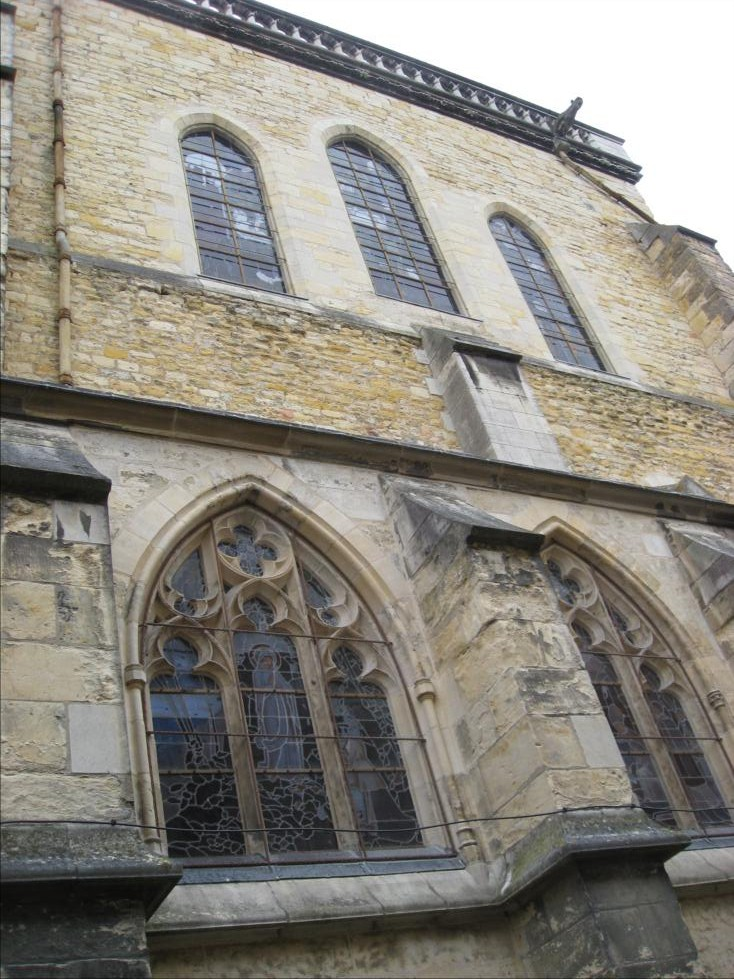
La façade romane.
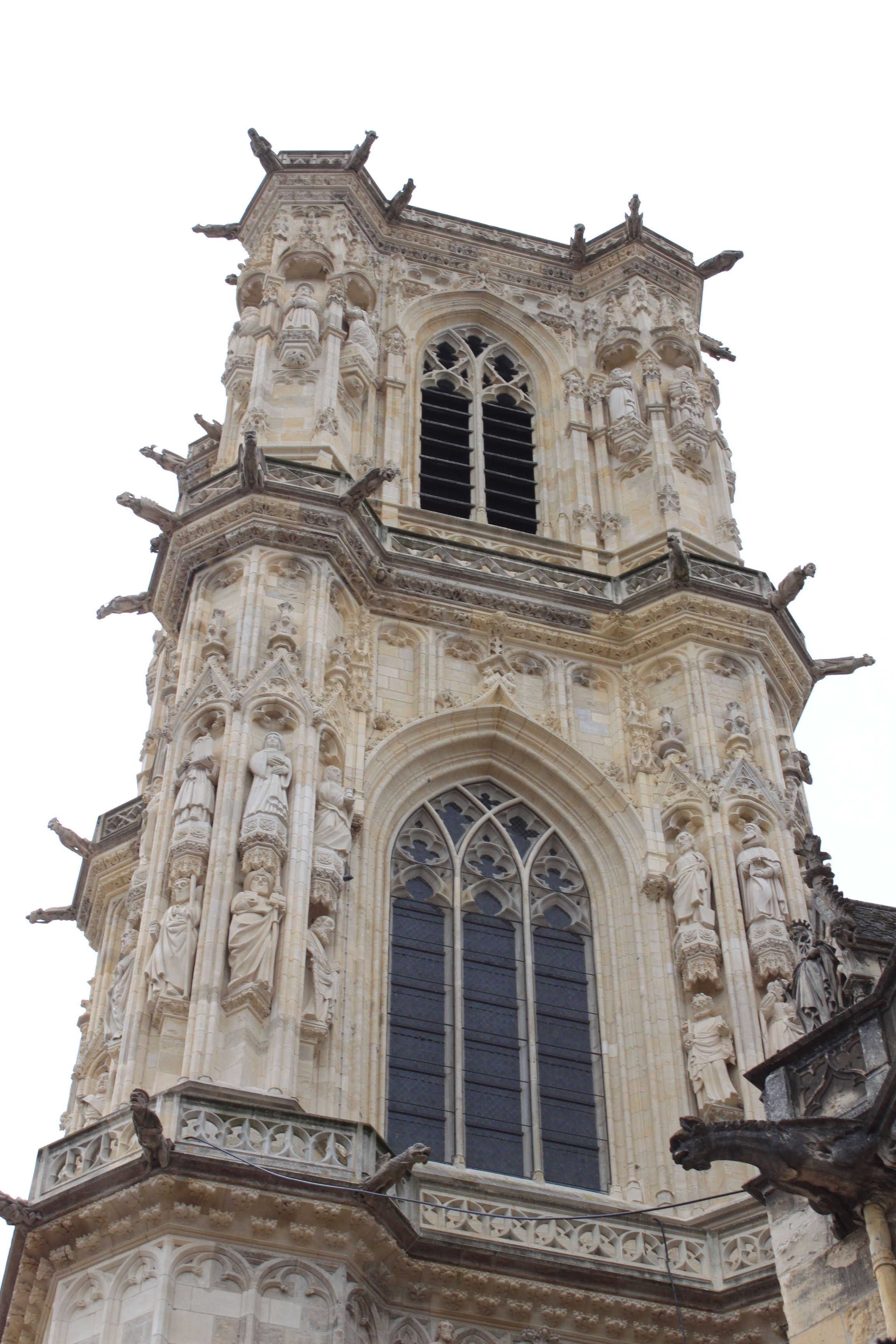
La tour Bohier.

#### L'ancien baptistère
Le baptistère est un bâtiment indépendant de la cathédrale. Il était destiné au baptême des adultes. Il possédait en son centre une piscine baptismale avec un système d'adduction d'eau. Huit colonnes de marbre délimitaient un déambulatoire et supportaient une coupole revêtue de mosaïques. Deux portes permettaient d'y accéder, facilitant ainsi la communication avec les autres édifices du groupe épiscopal. L'évolution de la liturgie liée au baptême entraîna sa désaffectation puis sa disparition avec la construction de la cathédrale gothique. On aperçoit encore les restes de l'escalier qui servait à l'arrivée des nouveaux baptisés. Le baptistère ne servait qu'une fois par an, à Pâques, où les baptêmes étaient célébrés par l'évêque lui-même.

#### La tour Bohier
Elle fut construite du XIVe au XVIe siècle dans la partie sud de la nef. Elle porte le nom du 85e évêque de Nevers, Jean Bohier qui la fit construire. Elle s'élève à 52 m. Elle est flanquée de contreforts polygonaux et a été épargnée par le bombardement de juillet 1944.
Elle comprend un étage inférieur du XIVe siècle que surmontent deux autres étages qui datent du début du XVIe siècle, avec une riche ornementation composée de 43 grandes statues sous dais réparties sur trois registres. Ces dernières représentent des patriarches, des apôtres et des prophètes, des personnages de l'Ancien Testament et des saints bienfaiteurs qui protégèrent la ville. Beaucoup de ces statues ont été refaites. En montant les escaliers de la tour Bohier, on découvre à différents étages, des statues, des sculptures, et d'autres trésors issus de l'histoire de la cathédrale.
La tour fait l'objet d'une campagne de restauration depuis septembre 2011. Dans l'objectif d'assurer une bonne lisibilité des œuvres par le public et de ne pas appauvrir l'aspect ornemental du clocher, la restauration prévoit, notamment la dépose et la mise en sécurité de la statuaire ancienne trop altérée pour une présentation dans les étages du clocher. Afin de maintenir le savoir-faire des sculpteurs sur ce chantier de grande ampleur, les autorités publiques ont décidé de remplacer ces statues par des copies sculptées.
La remise en place des premières statues restaurées a commencé au début de l'année 2011. Ce chantier a vu, en janvier 2014, l'arrivée des premières copies de statues du XVIe siècle et leur mise en place sur la façade sud de la tour, à la suite des reprises de pierres de parements.

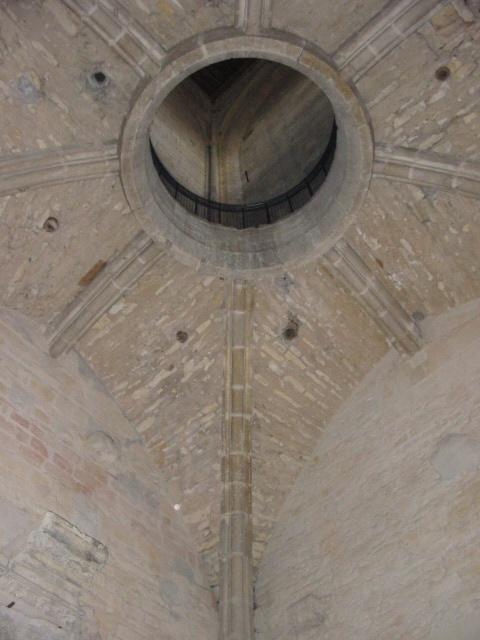
L'un des plafonds, au début de la montée vers le sommet de la tour.
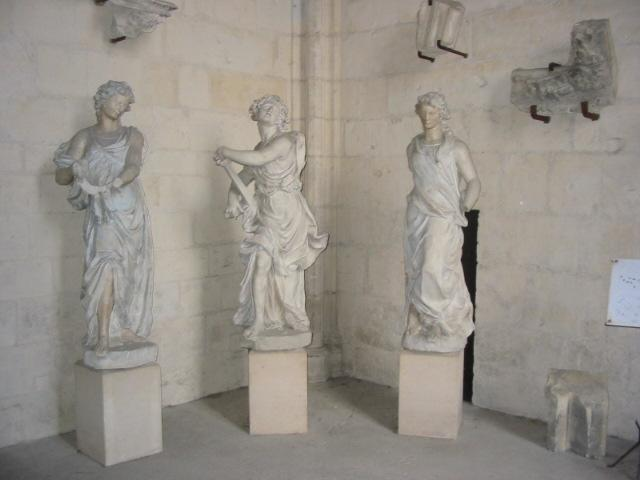
Un ensemble de trois statues, représentant Espérance, Foi et Charité.
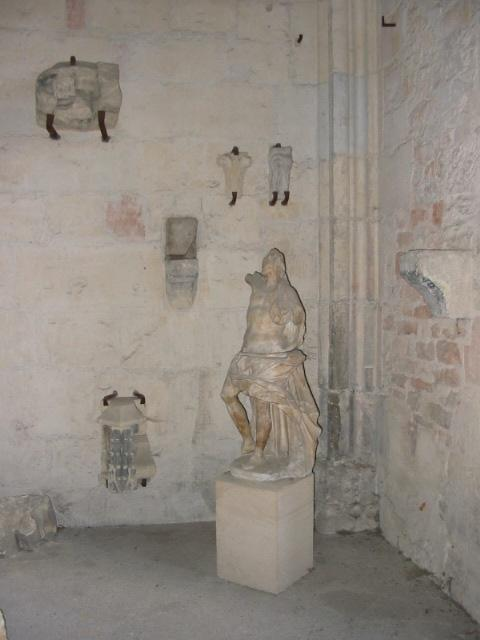
Des sculptures.
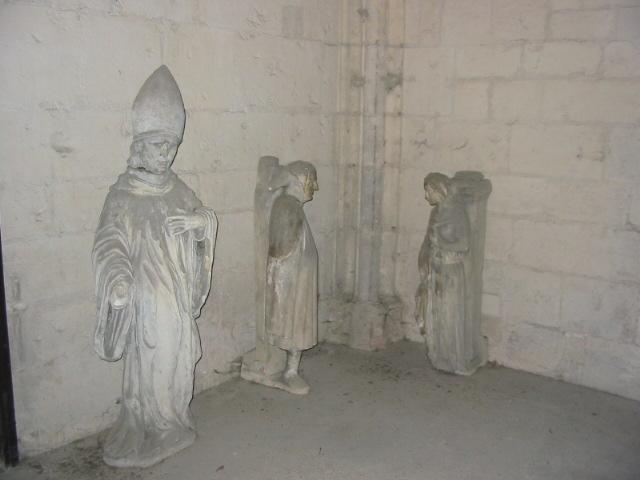
Statues d'évêque et personnages, autrefois situés à l'extérieur, au niveau du triforium.
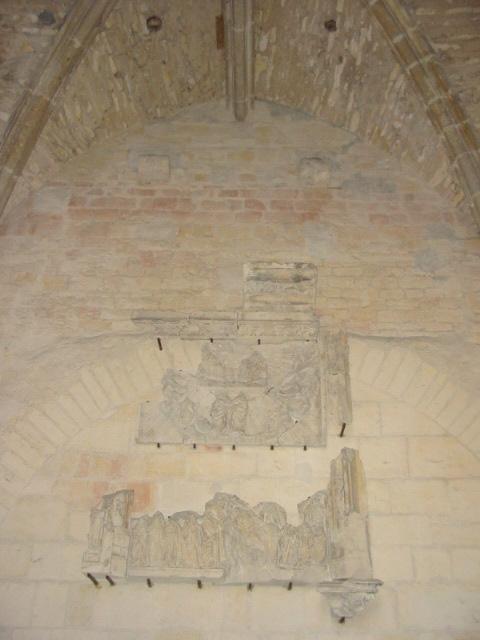
Fragments de décors sculptés.

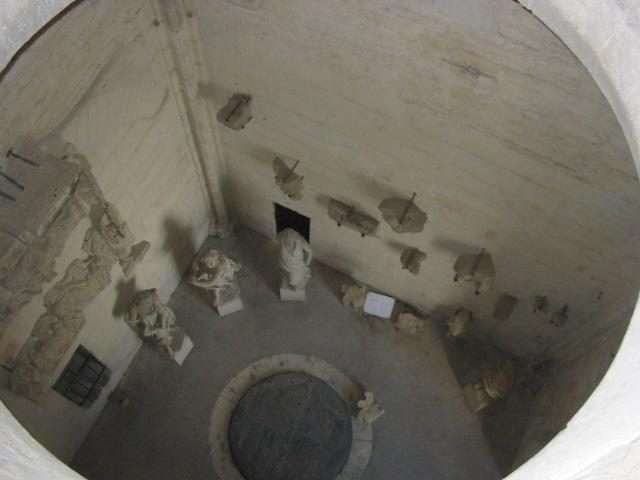
Vue du dessus d'un étage.
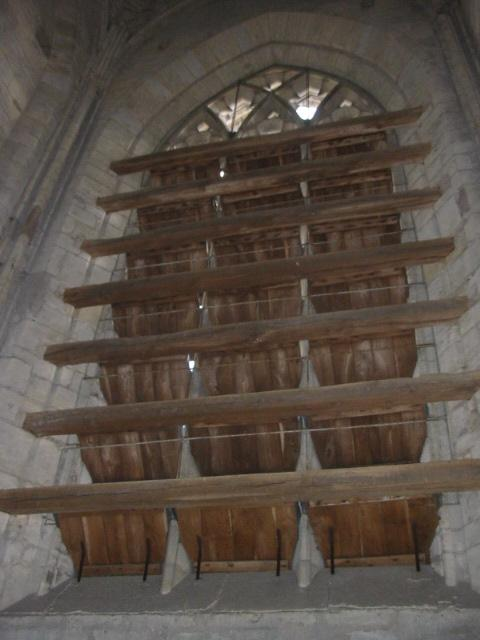
Le côté sud de la tour.
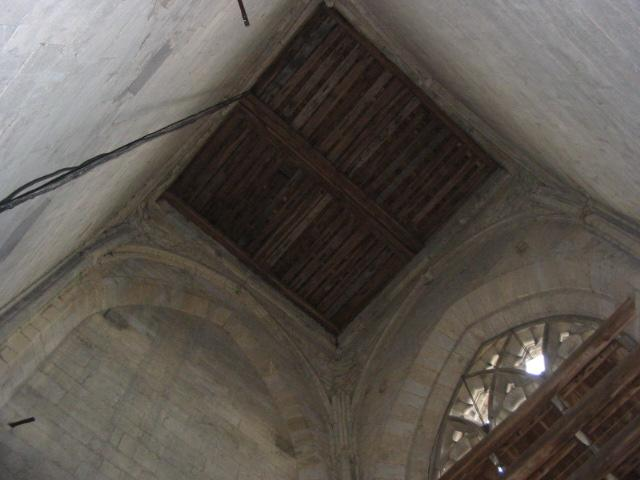
Le plafond de la tour.
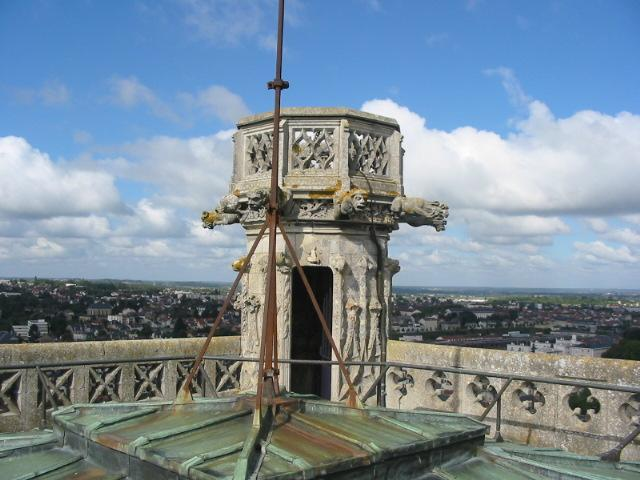
Le sommet de la tour.
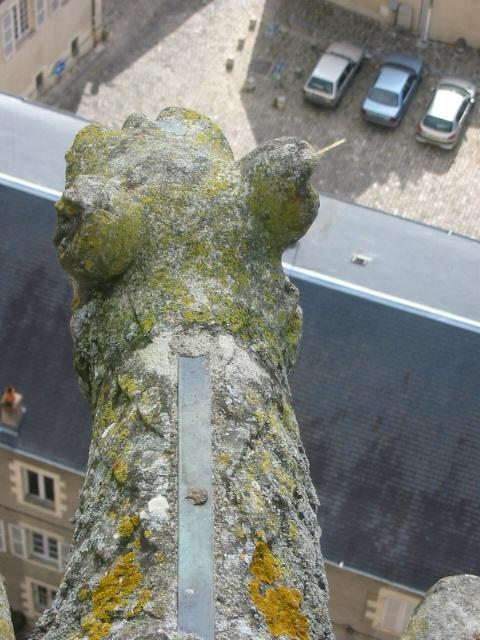
Une gargouille veillant sur la ville.
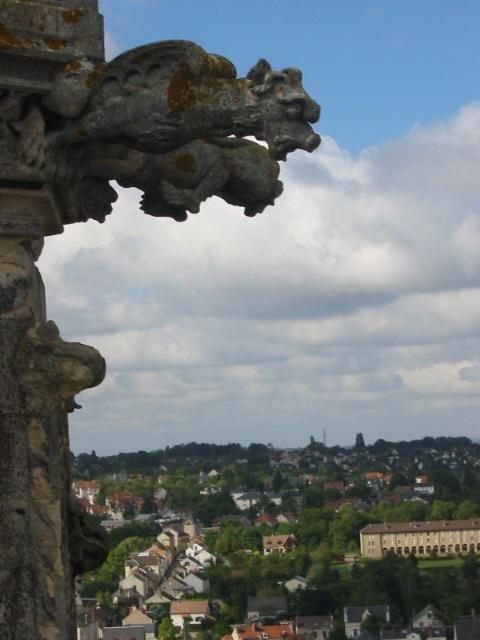
Une autre gargouille.

### L'intérieur de l'édifice

#### Le chœur roman
Le chœur roman (XIe siècle) dit de sainte Julitte est voûté en cul-de-four. Il abrite une fresque exceptionnelle représentant le Christ en gloire, entouré des symboles des évangélistes et des vieillards de l'Apocalypse.
L'abside est surélevée de douze marches, précédée d'une travée voûtée en berceau. Ses parois sont décorées d'arcatures cintrées séparées par des colonnes engagées à chapiteaux. Ces derniers sont décorés de feuilles d'eau et de palmettes dans l'hémicycle. En revanche, dans la travée, ils sont composés d'un simple tailloir muni de baguettes sur les angles. Les fenêtres sont cintrées et garnies de colonnettes.
Au nord de l'abside, un passage voûté en berceau est garni d'arcatures cintrées. Il communiquait avec l'ancien évêché. À son bout se trouve maintenant une chapelle du XVe siècle à entraits sculptés de têtes de monstres. Au sud est se trouve une galerie analogue, en grande partie détruite.
Sous l'abside, une crypte date du XIe siècle ou de la première moitié du XIIe siècle. On y descend par deux escaliers, relativement modernes, pratiqués de chaque côté des marches qui montent à l'abside. La crypte est divisée en trois nefs de trois travées. Elles sont voûtées d'arêtes, avec des arcs-doubleaux, arrondis à la nef centrale et plats aux collatéraux. Les piliers sont garnis de colonnes engagées à chapiteaux semblables à ceux de la travée de l'abside de sainte Julitte. La voûte est en cul-de-four à l'ouest. Les carreaux du sol de la crypte sont en terre cuite rouge avec des dessins. Ils sont anciens. Aux côtés de la crypte, deux galeries voûtées d'arête, sous les passages supérieurs : celle du nord servait de charnier à la paroisse de Saint-Jean, établie dans la cathédrale ; l'autre fut affectée, en 1776, à la sépulture des chanoines de la cathédrale.
L'abside abrite, de nos jours, une mise au tombeau composée, conformément à la tradition, de sept statues polychromes rénovées au XIXe siècle. Elle est d'inspiration flamande. Elle date du XVe siècle. On retrouve les personnages suivants :
- Nicodème au pied du Christ. C'est un des premiers disciples du Christ ;
- Joseph d'Arimathie à la tête du Christ. C'est un personnage du Sanhédrin converti secrètement à la religion chrétienne qui demandera à Ponce Pilate d'enterrer le corps du Christ ;
- La Vierge Marie qui pleure la mort de son fils entourée de trois femmes dont Marie Madeleine ;
- Jean, l'évangéliste, qui a raconté la scène de la descente de croix et qui soutient la Vierge.

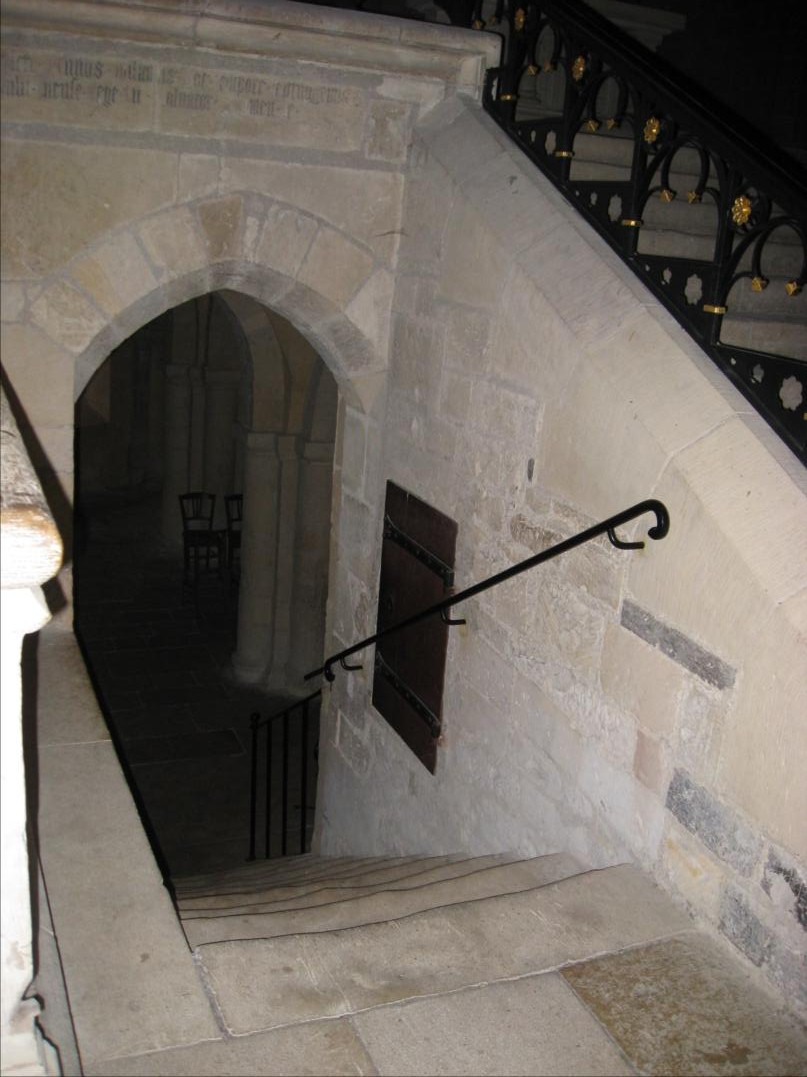
L'entrée vers la crypte romane du XIe siècle.
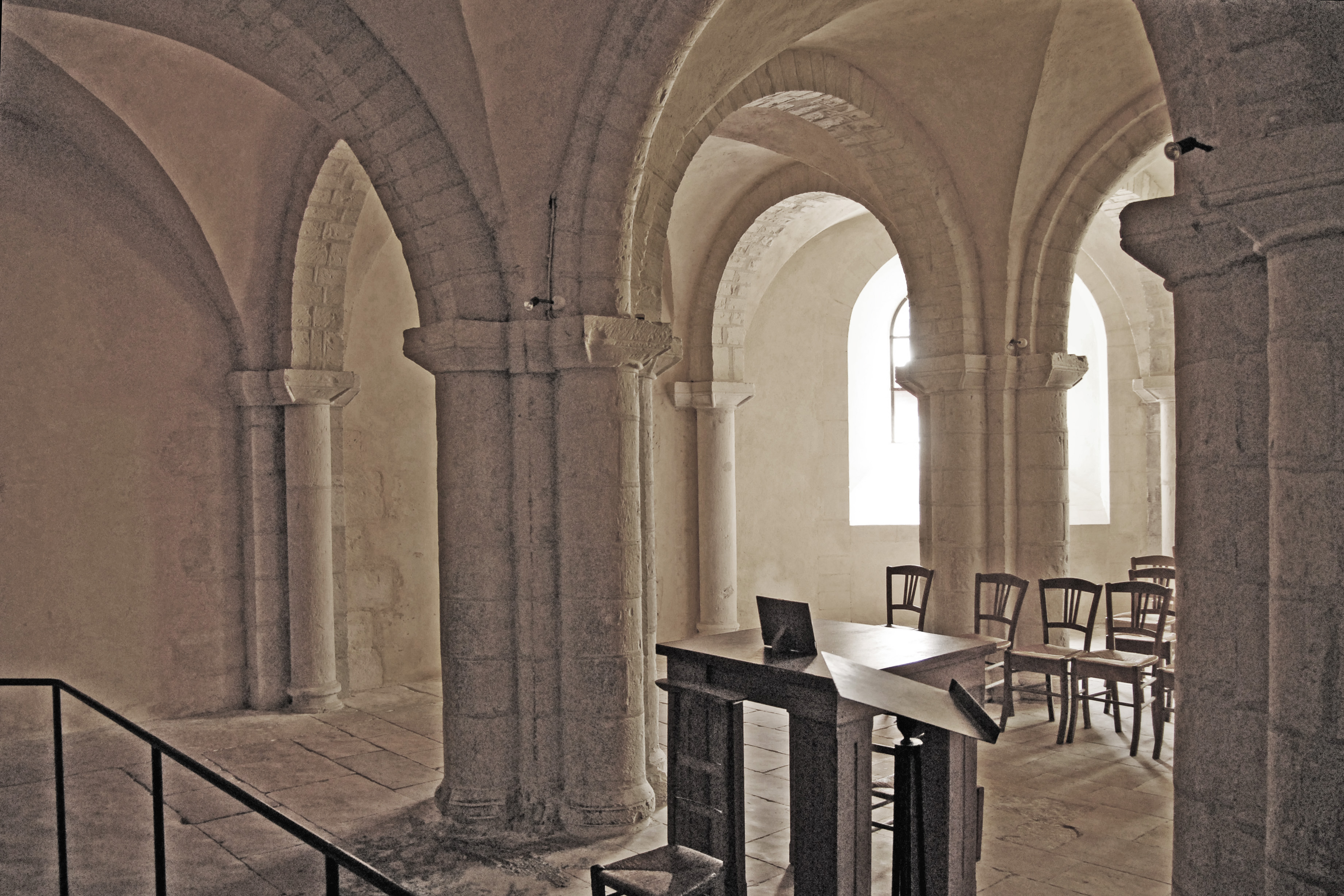
L'intérieur de la crypte romane du XIe siècle.
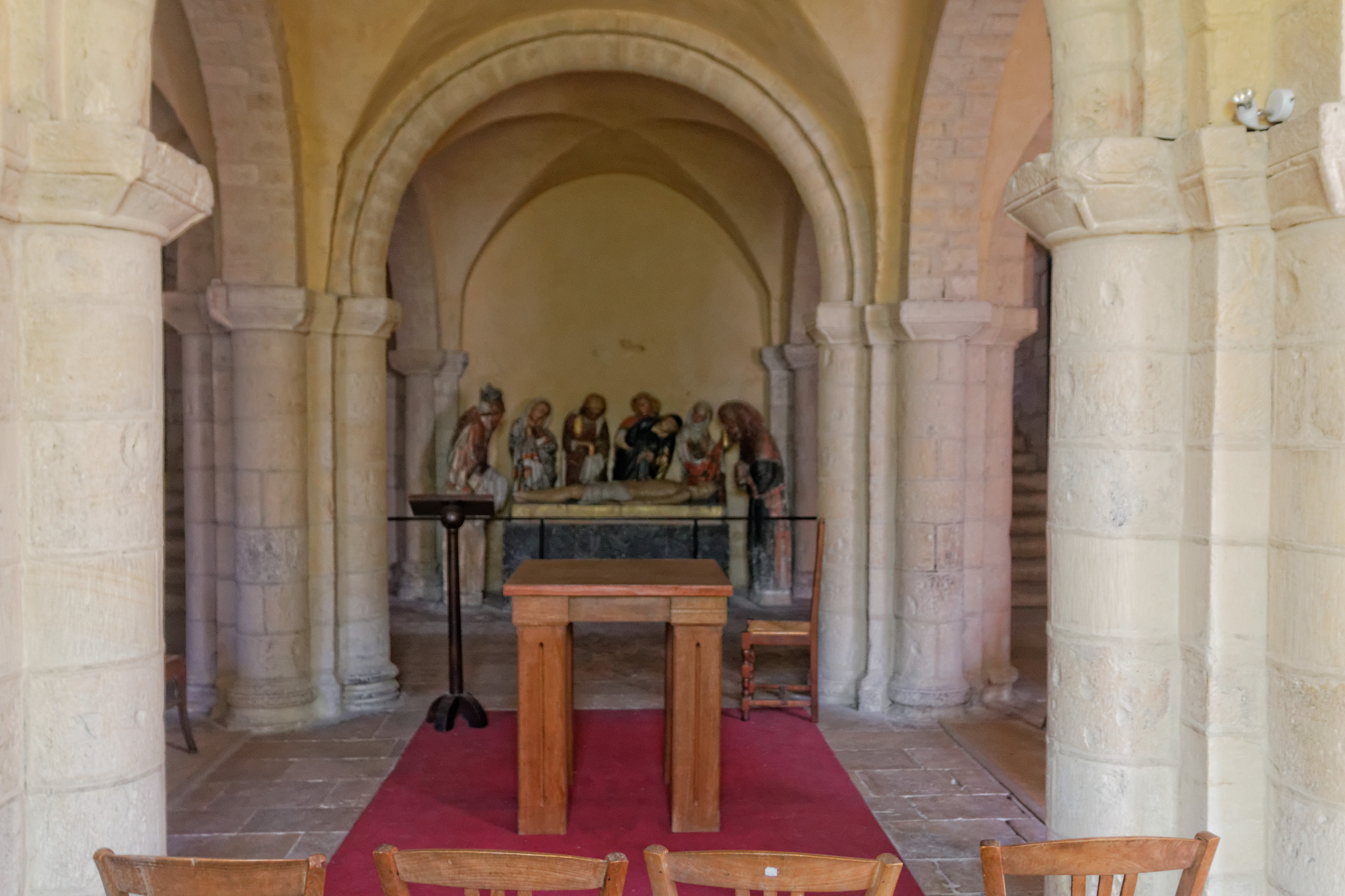
Autre vue de la crypte avec la mise au tombeau.
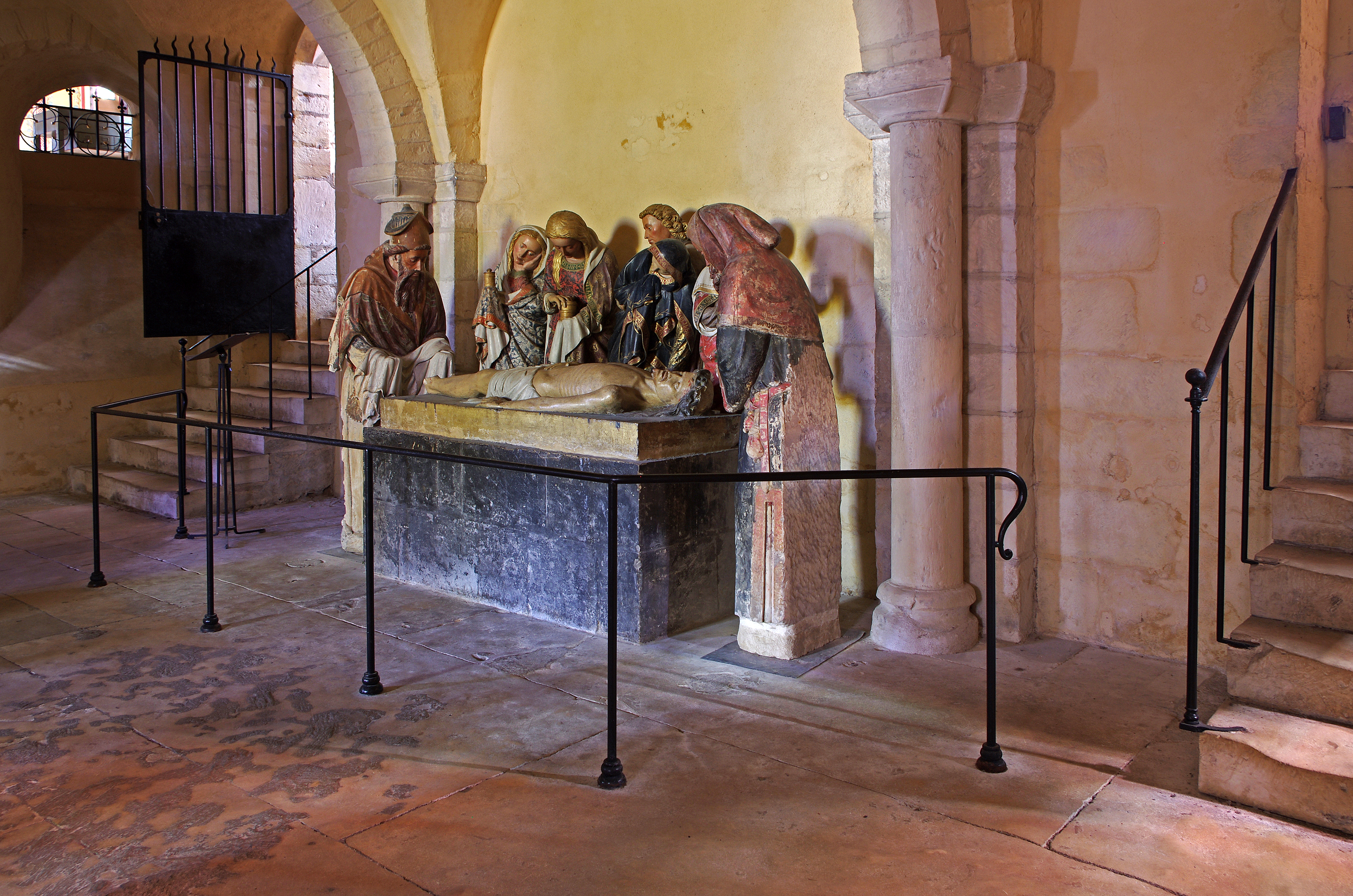
La mise au tombeau du XVe siècle, située dans la crypte romane.

#### Le chœur gothique
Le chœur gothique fut construit au XIVe siècle. Il est composé de quatre travées et se termine par un rond-point à cinq pans. C'est une construction élégante dont les fenêtres hautes ne forment avec le triforium, qu'un seul ensemble d'une remarquable légèreté. Le chevet comprend cinq chapelles rayonnantes.
Le chœur dévie légèrement vers le sud. Il n'est donc pas dans l'axe de la nef. La raison n'en est pas connue. Le chœur est composé de quatre travées d'un style plus moderne que celles de la nef. Les parties inférieures des bas côtés et des chapelles rayonnantes sont de la fin du XIIIe siècle ou du début du XIVe siècle. Les parties supérieures sont nettement du XIVe siècle voire des premières années du XVe siècle. En effet, les membrures des voûtes sont plus légères que celles des cinq premières travées ; les chapiteaux et les clefs ornés de feuillages sont plus ramassés en bouquets et sont plus déchiquetés ; les arcs des galeries sont plus élancés. Le triforium et la galerie supérieure sont entièrement à jour.
Les fenêtres sont plus larges et sont à remplages rayonnants. Elles renferment quelques restes des vitraux anciens et de verrières plus modernes. Les six faisceaux composés de minces colonnettes qui environnent le sanctuaire portent des arcs brisés aigus. Le déambulatoire est voûté comme le sanctuaire. Dans le chœur, du côté de l'évangile, une tombe plate, en pierre noire incrustée de marbre blanc, porte la figure gravée de Maurice de Coulange, évêque de Nevers, mort en 1394.
Parmi les sept chapelles ouvertes dans le chœur, trois sont de plus grandes dimensions. Toutes sont voûtées sur croisées d'ogives. Elles sont percées de baies gothiques géminées ouvertes au-dessus d'arcatures tréflées. Les clefs de voûte sont sculptées de feuillages. Les chapelles carrées du bas-côté gauche du chœur ont été entièrement reconstruite après le bombardement.
Les sept chapelles sont (du nord au sud) : la chapelle de la Pentecôte, la chapelle du Baptême du Christ, la chapelle du Passage de la mer Rouge, la chapelle de la Création et de l'Église en construction, la chapelle des Mystères Joyeux, la chapelle des Saints Sacrements et la chapelle du Souvenir.
La dernière travée de la nef et les deux premières du chœur sont séparées des bas côtés par des murs auxquels sont adossées les boiseries des stalles. Contre ces murs, des peintures du XVe siècle en partie effacées sont accompagnées d'inscriptions en lettres minuscules gothiques qui signalent les tombes d'un curé de Saint-Jean et de deux chanoines de Nevers.

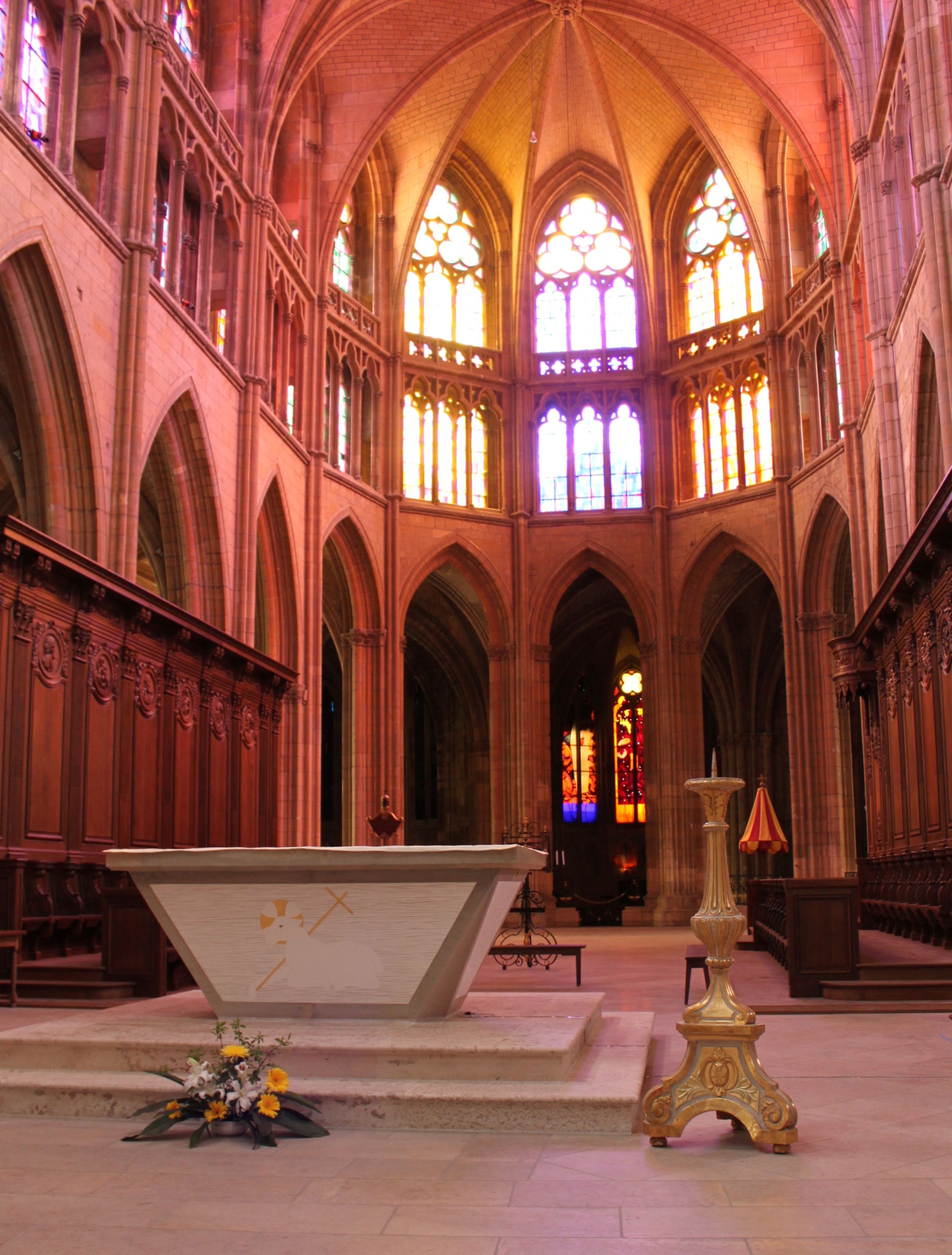
Le chœur gothique.
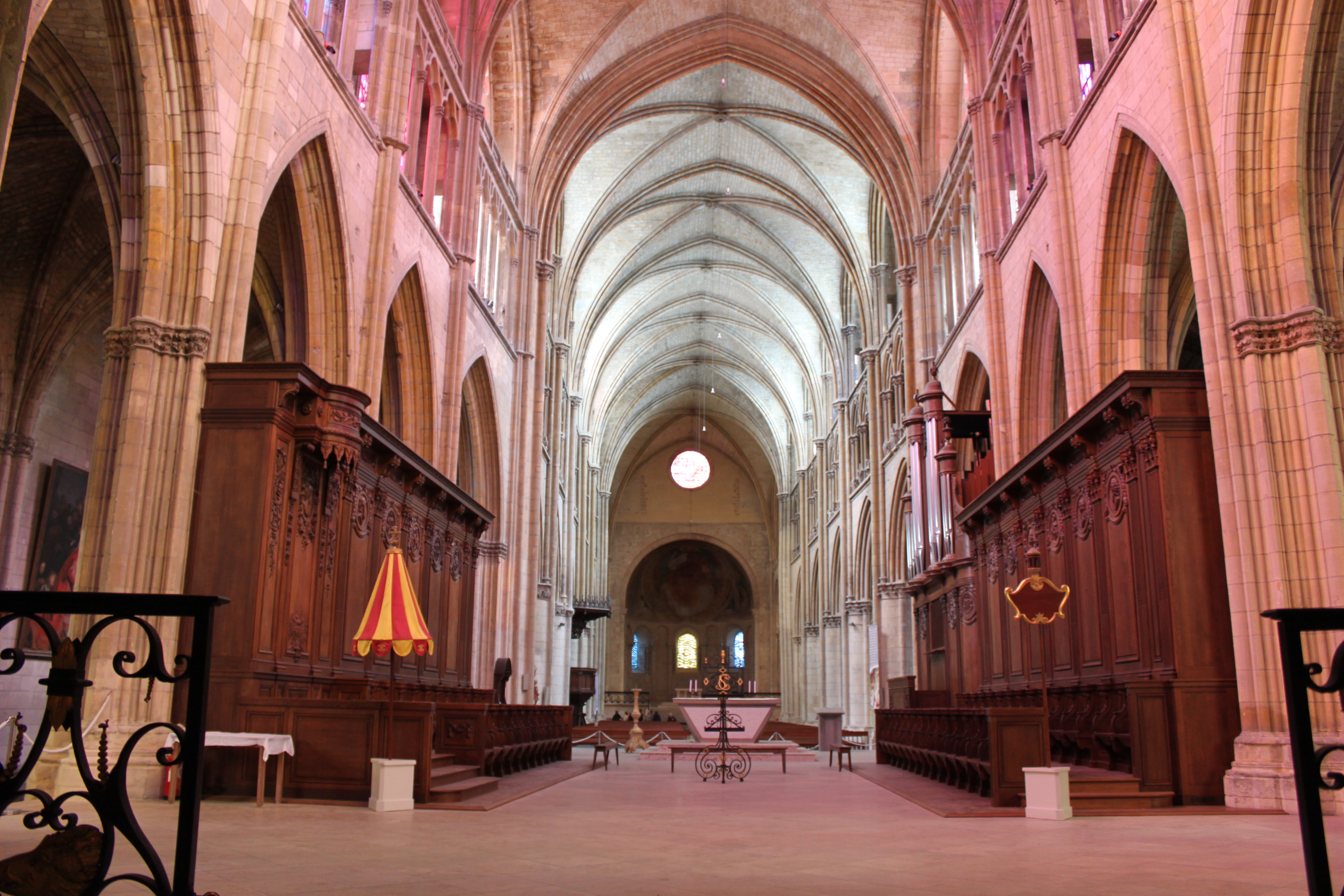
Vue intérieure de la nef et du chœur gothique avec les stalles.
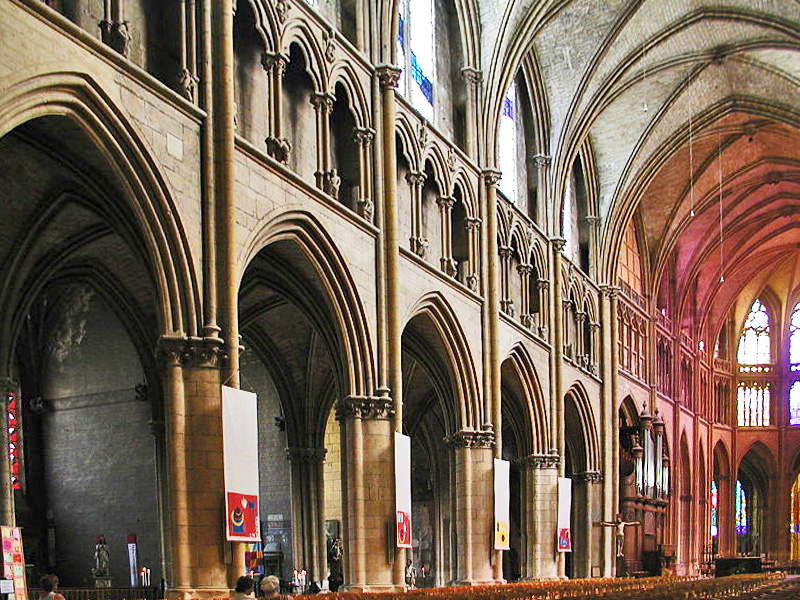
Nef et chapelles latérales.

#### La nef
La nef gothique et son chœur prolongent le chœur et le transept romans. Elle se compose de cinq travées. Ses murs s'élèvent sur trois niveaux : les grandes arcades, puis le triforium aveugle — le passage bourguignon sous les fenêtres hautes — et, enfin, les fenêtres hautes.
La largeur de la nef, d'un pilier à l'autre est de 10,75 m. La largeur des bas côtés est de 4,60 m. La largeur totale, en y comprenant la profondeur des chapelles, est de 32,20 m. La hauteur de la nef sous clef est de 22,30 m et celle des bas côtés sous clef de 10,20 m.
Les piliers de la nef sont ronds. Ils sont flanqués de colonnes engagées. Celles de la nef montent jusqu'à la galerie supérieure, garnies, depuis les chapiteaux des piliers, de colonnettes en porte à faux, à chapiteaux de crochets. Ces colonnes supportent les arcs-doubleaux de la voûte, et les colonnettes reçoivent les ogives qui sont rondes, garnies d'une arête. Les clefs de voûte sont décorées de feuillages.
Chaque travée du triforium est composée de trois arcades tréflées, séparées par des colonnettes ornées de chapiteaux. Sur la base des colonnettes, s'adossent des statues toutes différentes qui semblent soutenir la construction. Ces statues évoquent la société du XIIIe siècle. Au nombre d'une trentaine, elles représentent des dames de qualité, des paysans, un joueur de quille ou un joueur de soule (la soule est un ballon de cuir rempli de son), un évêque, un moine, des bourgeois, des marchands, un personnage s'ôte une épine du pied. Plaisanteries ou allusions plus profondes ? Il est impossible de le dire aujourd'hui. Ces personnages pourraient, toutefois, représenter l'humanité en marche vers le salut. Les coins entre les arcades du triforium sont décorés d'anges : ils étendent des mains protectrices, balancent des encensoirs ou tiennent une couronne, un récipient ou une palme de martyr. Ils chantent la gloire de Dieu.
Au-dessus du triforium, une galerie d'arcades gothiques parcourt toute la largeur de la travée. Les arcades sont soutenues par des colonnettes, sous lesquelles s'ouvrent les fenêtres en plein cintre. Les fenêtres renferment deux lancettes surmontées d'une simple ouverture qui conserve la forme dessinée par les meneaux des lancettes et par l'amortissement cintré. Ces fenêtres sont garnies de colonnettes.
Les chapiteaux sont composés de crochets et de feuillages indigènes variés. Deux piliers du côté du sud font exception. Ces derniers ont été retravaillés en 1528 et leurs chapiteaux sont décorés dans le style Renaissance. Sur l'un des piliers, on peut voir, tracées à la pointe, plusieurs inscriptions en écriture cursive gothique.
La nef s'est enrichie, du XIVe siècle au XVIe siècle, de nombreuses chapelles latérales ornées de statues, de retables, de mobilier liturgique :
- dans la première chapelle de bas-côté droit, à la base de la tour, une belle clé de voûte figure un ange ;
- dans la chapelle suivante, il est possible de voir un retable très mutilé, en pierre, qui date du XVe siècle et raconte la vie de saint Jean-Baptiste ;
- la quatrième chapelle est fermée par une clôture en pierre qui a été construite en 1550 ;
- la quatrième chapelle de la collatérale nord abrite une peinture murale de la crucifixion.

Les chapelles du côté sud : chapelle des Fontenay, chapelle de saint François-Xavier, chapelle du curé d'Ars, chapelle de sainte Thérèse de l'Enfant Jésus et celles du côté nord : chapelle du Sacré Cœur, chapelle Sainte-Claire, chapelle Saint-Jude, chapelle Sainte-Solange.

#### Le transept
Le transept est un vestige de la cathédrale romane du XIe siècle de l'évêque Hugues de Champalement, incendiée au XIe siècle. À l'origine, il était couvert d'une charpente. Il a reçu, par la suite, au XIIIe siècle, des voûtes d'ogives.
Le transept est fort large. Ses bras sont voûtés sur des membrures rondes et sont séparés du carré par deux arcades cintrées qui retombent sur de grosses colonnes rondes qui pourraient dater du Xe siècle.
Le croisillon nord a conservé son absidiole romane orientée. Ses baies sont cintrées et bouchées et les colonnes engagées romanes sont recouvertes par les faisceaux de colonnettes, à chapiteaux de crochets, qui datent du XIIIe siècle.
Terminant le bras nord du transept roman, une chapelle a été totalement restaurée dans le style du XVe siècle. C'est la chapelle de l'Immaculée Conception. Entièrement peinte, elle est éclairée par des vitraux refaits en 1999 par Gilles Rousvoal à partir de photographies d'archives du XIXe siècle et de cartons. Ils représentent l'apparition de la Vierge à la future sainte Bernadette Soubirous, à Lourdes, le 25 mars 1858, et sa prise de voile à Nevers, le 17 juillet 1866. Bernadette a vu cette chapelle.
Le croisillon sud a perdu son absidiole. Elle a été remplacée, au XIVe siècle, par une chapelle — la chapelle Saint-Martin — située sous la tour Bohier. Ce bras sud possède une large baie gothique qui donne accès sous le clocher. Contre le pignon, a été construit au début du XVIe siècle, un délicat escalier ajouré de style Renaissance dont la cage à jour, aux trois-quarts engagée, fermée par trois étages d'arcades gothiques tréflées disposées en spirale, comme la vis de l'escalier, est couronnée par une statue de saint Michel terrassant le démon. À côté de l'escalier, se trouve une belle porte du XVIe siècle. Elle est en anse de panier, ouverte sous une accolade terminée par un pinacle de feuilles frisées qui dessine une croix. Elle est encadrée de montants surhaussés formés, à leur partie inférieure, de moulures prismatiques pénétrées par des tores en spirale. Le tympan est décoré d'un écusson mutilé, tenu par deux anges. Au-dessus de la porte et de l'escalier, une corniche est surmontée d'arcatures tréflées renversées.
La longueur du transept occidental est de 40 m et sa largeur de 13,30 m.

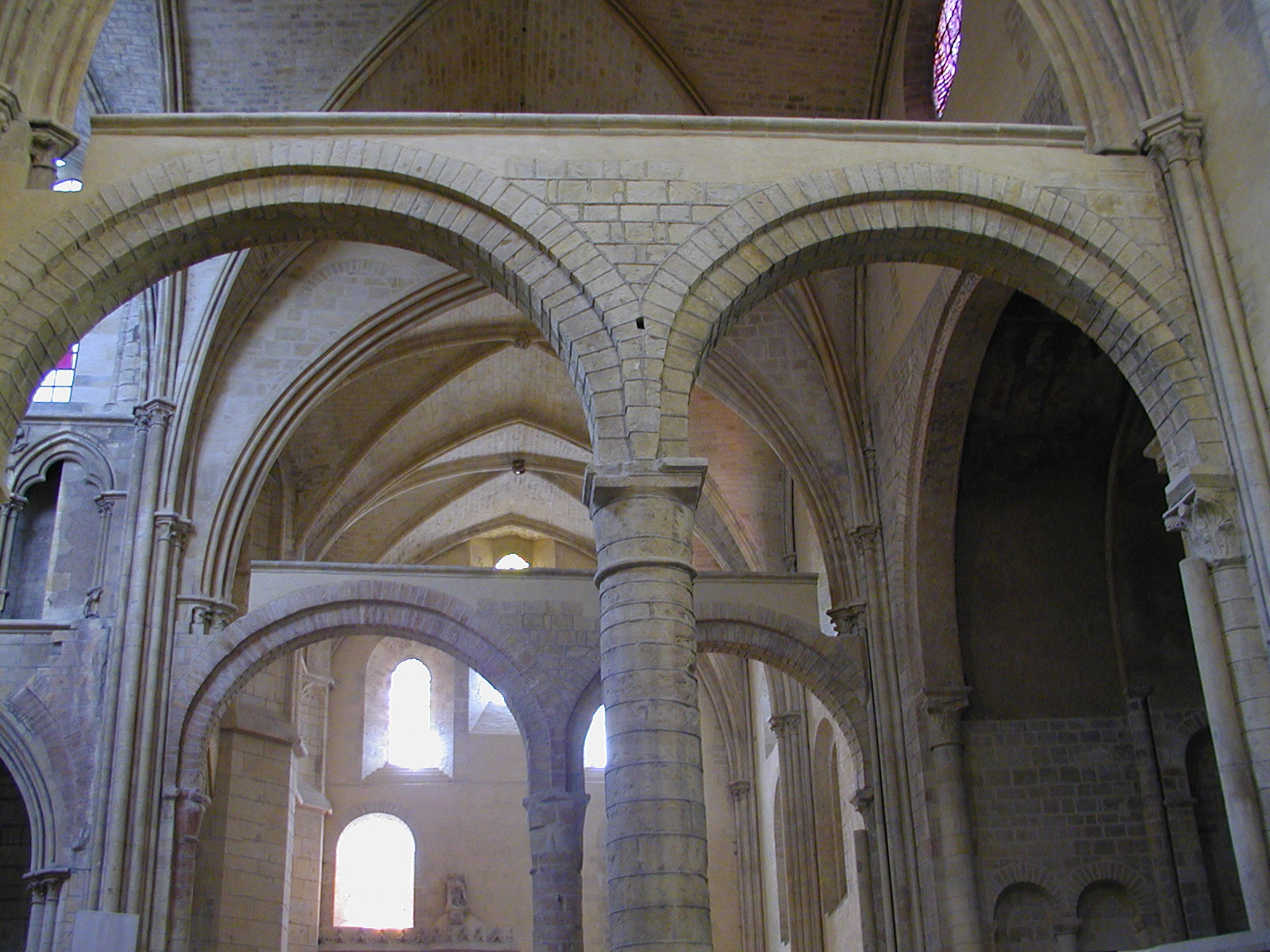
Le transept.

#### Le baptistère
Lors du retrait des déblais dû au bombardement de juillet 1944 de Nevers, des ouvriers ont découvert des objets et des morceaux de marbre datant d'une époque bien antérieure à celle de la cathédrale. Les fouilles ont permis la mise au jour de vestiges du font baptismal qui se trouvait en lieu et place de l'actuelle cathédrale soit une piscine circulaire du VIe siècle et une piscine octogonale d'époque carolingienne qui fut construite par-dessus. Désormais, le baptistère n'est plus accessible au public. Il est symbolisé par un plan au niveau du sol de la cathédrale, situé juste 4 m au-dessus de lui.

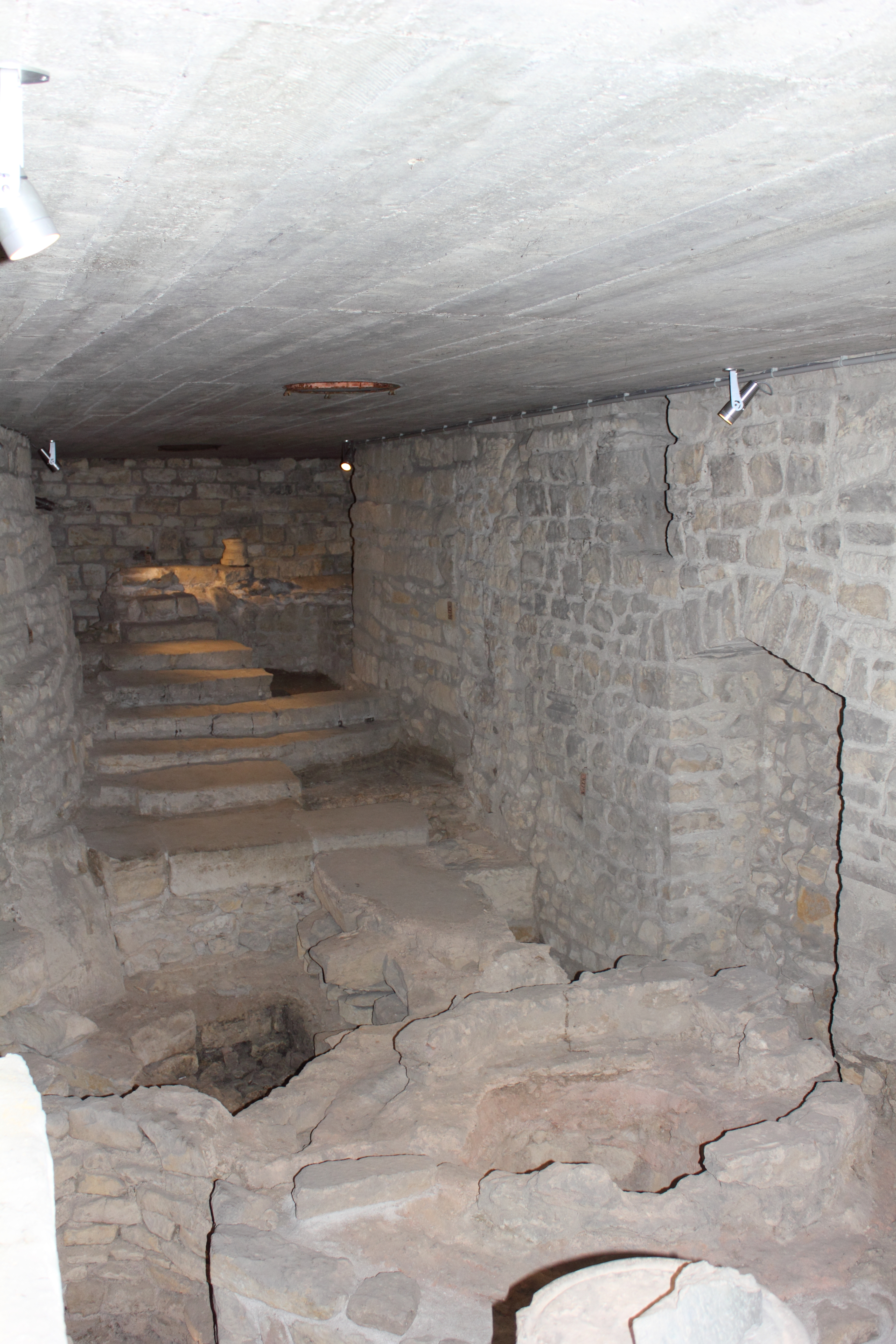
Les restes du font baptismal de la cathédrale.
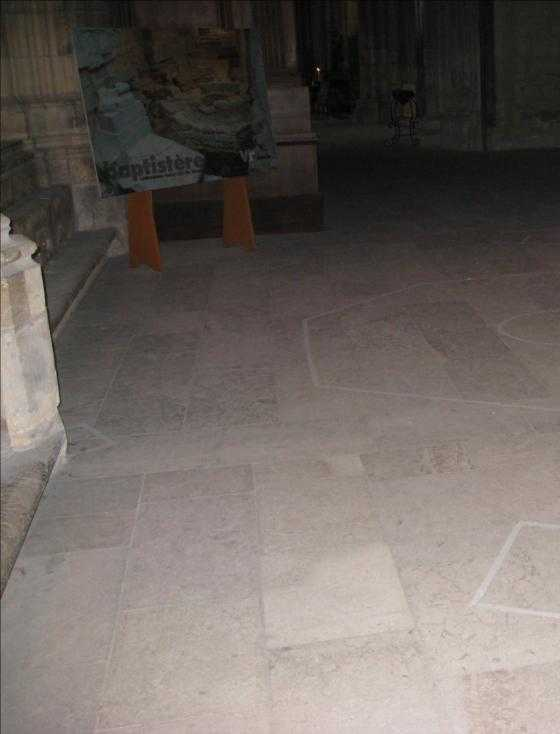
Le plan du baptistère.

### Les vitraux

#### Avant 1944
Avant le bombardement de 1944, la cathédrale présente un ensemble vitré assez disparate et contrasté : le chevet roman est garni de vitraux du XIXe siècle dans le goût néo-cistercien et la petite rose centrale reprend le thème des signes du zodiaque autour du chrisme, le monogramme du Christ ; la crypte est pourvue de vitraux losangés vert ; la haute nef est vitrée de verrerie géométrique en bâtons rompus dans des teintes vert bouteille et marronnasse ; les chapelles comportent des verres losangés au sud dans des tonalités similaires et quelques vestiges de vitraux du XVIe siècle ornent ici et là des chapelles au nord ; le chœur gothique comporte en partie haute un réseau de quadrilobes présentant des saynètes colorées dans le goût du XIVe siècle ; enfin, les fenêtres des chapelles sont ornées de larges frises géométriques enchâssant en partie haute le monogramme de saint Cyr et sainte Julitte.

#### Reconstruction
Lors de la reconstruction, la question des vitraux s'est posée. Le projet a commencé sous le ministère d'André Malraux. La restitution des vitraux disparus n'était pas concevable hormis ceux illustrant la vie de sainte Bernadette, isolés dans leur petite chapelle. En 1960, Jean Bazaine et Alfred Manessier, peintres d'avant-garde, élaborent un projet qui trouvera une concrétisation partielle, à travers les vitraux abstraits de Raoul Ubac dans le chœur roman. Dans les années 1980, le projet repart sous l'influence de François Mitterrand, Président de la République.
La trame finalement retenue a consisté à répartir la création de nouveaux vitraux entre plusieurs artistes contemporains reconnus aidés de maîtres verriers. Toutefois, cette démarche a été quelque peu handicapée par la durée du chantier, un peu plus de trente ans (de 1976 à 2009), par son importance : 130 baies à couvrir soit 1 052 m2 de verrières et, enfin, par la démission de Markus Lüpertz initialement prévu pour les baies des chapelles du chœur gothique et remplacé au pied levé par l’artiste déjà responsable du transept roman : Jean-Michel Alberola.
Les artistes qui ont travaillé dans la cathédrale se rattachent tous, plus ou moins, au courant non-figuratif qui s'est développé dans les années 1950. Dans cette conception de l'art, seule l'abstraction pouvait transcender le désastre de la guerre et la condition de l'homme.
Les six artistes sont :

##### Jean-Michel Alberola
Jean-Michel Alberola est intervenu, en collaboration avec l'atelier Duchemin, sur les baies des chapelles rayonnantes du chœur gothique et les baies du transept roman. Il est aussi à l'origine des deux verrières situées dans les chapelles nord et sud du transept roman. Pour cette réalisation, il a fait appel à l'atelier Duchemin mais aussi au maître verrier Pierre Defert.
Pour les baies des chapelles rayonnantes du chœur, il développe un programme iconographique qui met en scène plusieurs épisodes de l'histoire du salut : des scènes de la première Alliance qui préfigurent l'Incarnation (la création du monde, le sacrifice d'Abraham, Moïse et le Buisson ardent, le passage de la mer Rouge, …) ; les mystères de la vie de Marie (Annonciation, Visitation, Nativité, Présentation au Temple, Marie au pied de la croix, Descente de Croix, Couronnement) ; des témoins de la Parole, évangélistes et saints titulaires de la cathédrale (Gervais et Protais, Cyr et Julitte) ; la Pentecôte, la construction de l'Église que le peuple de Dieu, créateur avec Dieu, ne cesse d'édifier…
Pour les verrières du transept roman, l'iconographie retenue est une référence à l'Apocalypse de saint Jean avec ses multiples symboles. Ainsi :
- Le tau symbolise la croix ;
- Le chiffre 144 000 est une illustration de la totalité du peuple de Dieu appelé au salut (12 est le nombre des tribus du peuple choisi et 1 000 le nombre de la plénitude) ;
- Saint Jean tendant la main vers un espace blanc qui est un symbole dans l'Apocalypse de la présence divine ;
- La porte ouverte est une invitation à entrer dans l'espérance divine (Ap 4,1) ;
- Les épées car « de sa bouche sort un glaive acéré pour en frapper les nations » (Ap 19,15) ;
- Les sept chandeliers représentent les sept églises (Ap 1,20) ;
- Manger un livre, car la parole de Dieu est une nourriture pour l'homme (Ap 10,10) ;
- La main de Dieu sortant des vagues symbolise la puissance de Dieu et de la parole divine ;
- Les sept flèches correspondent aux trompettes de l'Apocalypse (Ap 11,15) ;
- Les chevaux font référence aux quatre cavaliers de l'Apocalypse chargés d'annoncer les fléaux qui vont assurer la victoire de Dieu.

##### Claude Viallat
Claude Viallat, en partenariat avec le maître verrier Bernard Dhonneur, a colorié les baies hautes du chœur gothique avec un ruissellement de rouge, de bleu et d'or et des répétitions de motifs en forme d’osselet. Ces osselets pourraient représenter des traces de pas puisque Claude Viallat avait pour mission d'illustrer la Jérusalem céleste vers laquelle toute l'humanité est appelée à marcher.

##### Gottfried Honegger
Gottfried Honegger est intervenu pour les fenêtres hautes de la nef, réalisées en collaboration avec le maître verrier Jean Mauret. Les verrières sont réalisées en blanc que traverse un arc de couleur. Celui-ci est bleu, couleur froide, pour les baies situées côté nord ; tandis qu'il est rouge, couleur chaude, pour le sud. L'arc est un symbole de l'alliance entre les hommes et Dieu (Gn 9,13).
Gottfried Honegger est aussi intervenu sur les verrières de la crypte. Il y utilise les trois couleurs primaires pour une composition d'un demi-cercle, d'un demi-carré, et d'un demi-triangle qui sont les trois formes de base du monde virtuel. Ce monde est un monde en devenir, ce qu'est la crypte qui accueille maintenant une mise au tombeau, étape nécessaire à la renaissance.

##### Raoul Ubac
Raoul Ubac pour le chœur roman tourné vers l'ouest et l'oculus de la partie romane. Les vitraux sont réalisés avec le concours du maître verrier Charles Marq. Son œuvre est caractérisée par son dépouillement.

##### François Rouan
François Rouan a créé les verrières des huit chapelles de la nef, les vitraux des deux grandes baies du pseudo-transept gothique et le vitrail situé au-dessus du portail sud, dit de la Loire. Il a collaboré avec le maître verrier Benoît Marq. Son travail se caractérise par la technique de tressage et de la superposition picturale ainsi que l'utilisation symbolique de la lumière bleue, rouge et grise. Les deux grandes baies du pseudo-transept et le vitrail au-dessus du portail sud sont caractérisés par un rouge monochrome puissant et éblouissant lorsque les rayons du soleil les traversent.
L'ensemble des vitraux de la cathédrale a fait l'objet de critiques, la principale étant le manque de cohésion de l'ensemble, par le recours à des artistes dont les réalisations sont très différentes.

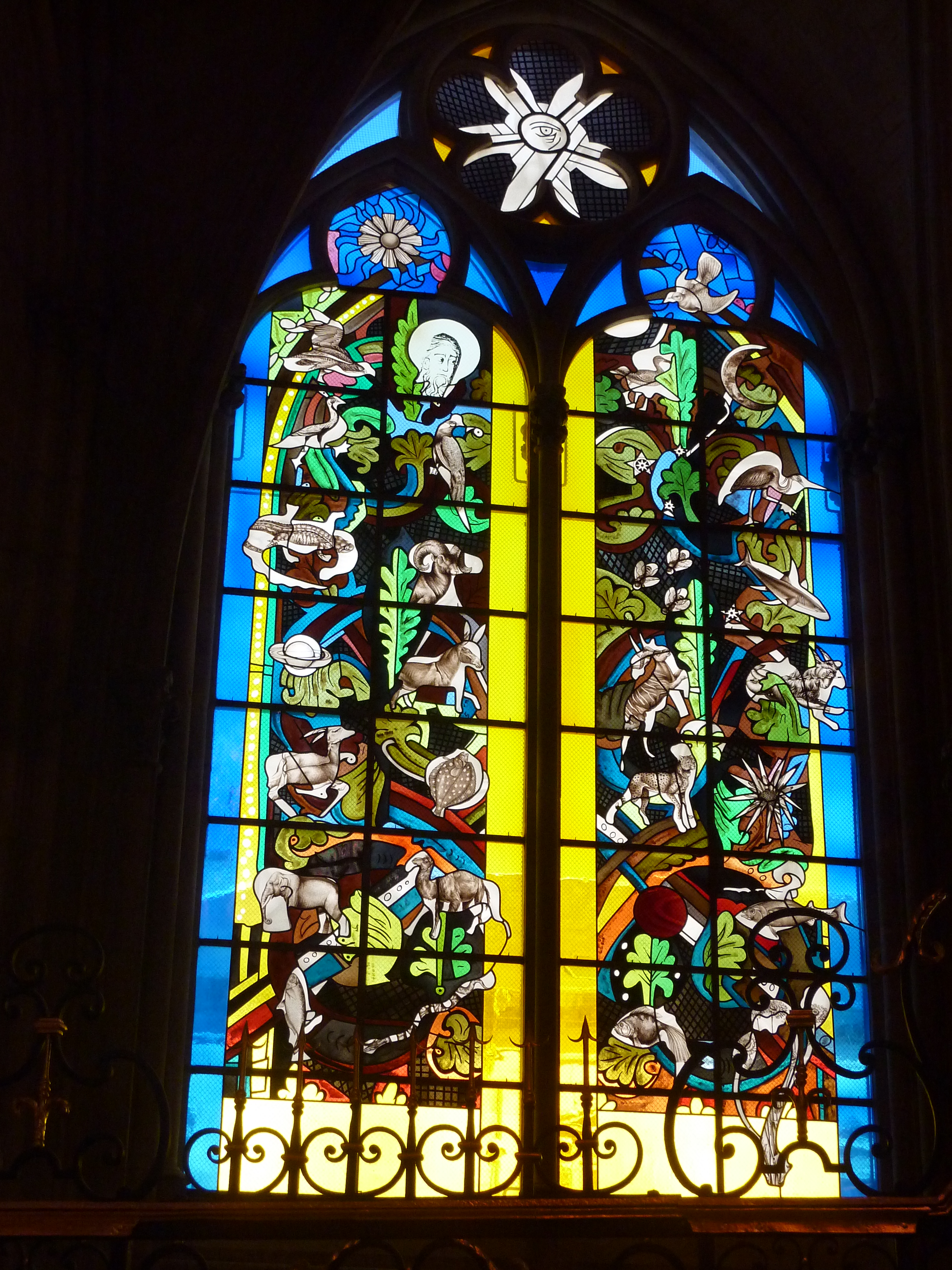
Vitraux modernes 1.
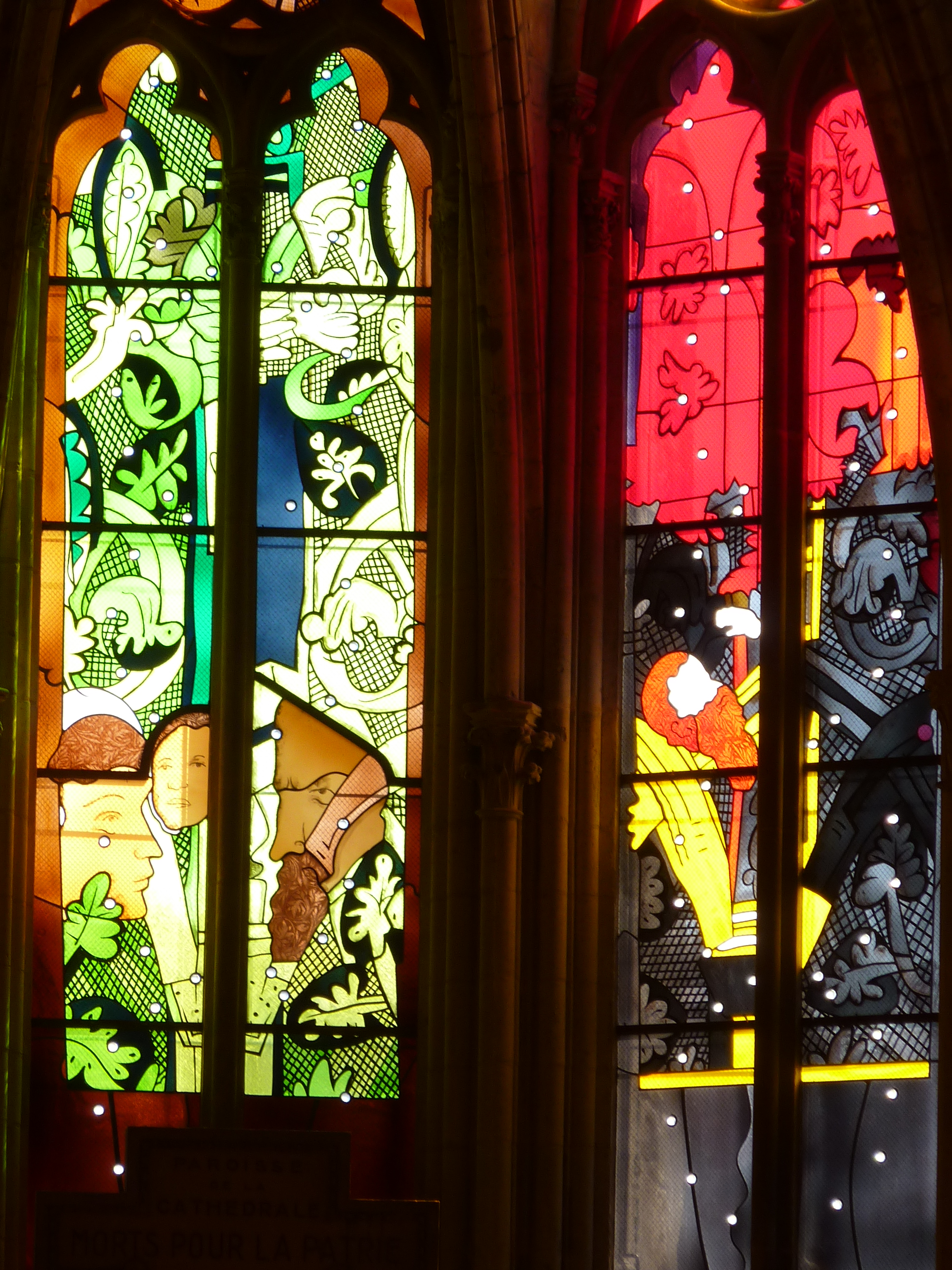
Vitraux modernes 2.
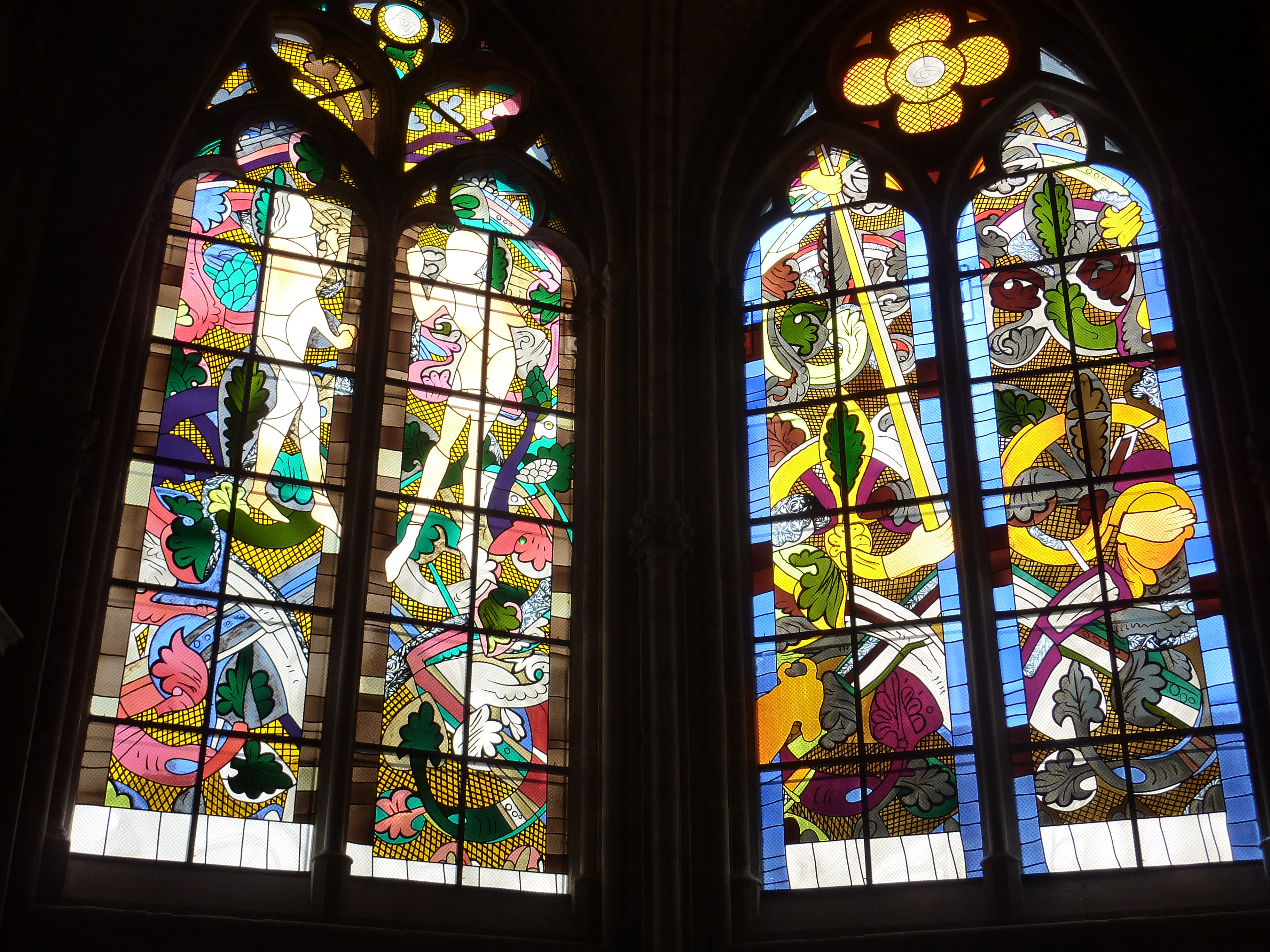
Vitraux modernes 3.

### Les peintures murales
Au XVIIIe siècle, les chanoines, conformément à la mode du moment, firent recouvrir de badigeon les différentes peintures murales ainsi que la fresque de l'abside romane. Des verres simples blancs, remplacèrent les vitraux historiés. C'est après 1870 que des travaux de restauration entrepris par un élève d'Eugène Viollet-le-Duc remettent au jour la fresque romano-byzantine de la voûte romane de l'abside du chœur roman. Le Christ en gloire qui fait corps avec la voûte, paraît immense. Tout dans la peinture est orienté vers le rayonnement de la gloire du Christ à laquelle participe l'éclat de la couleur ocre-rouge.

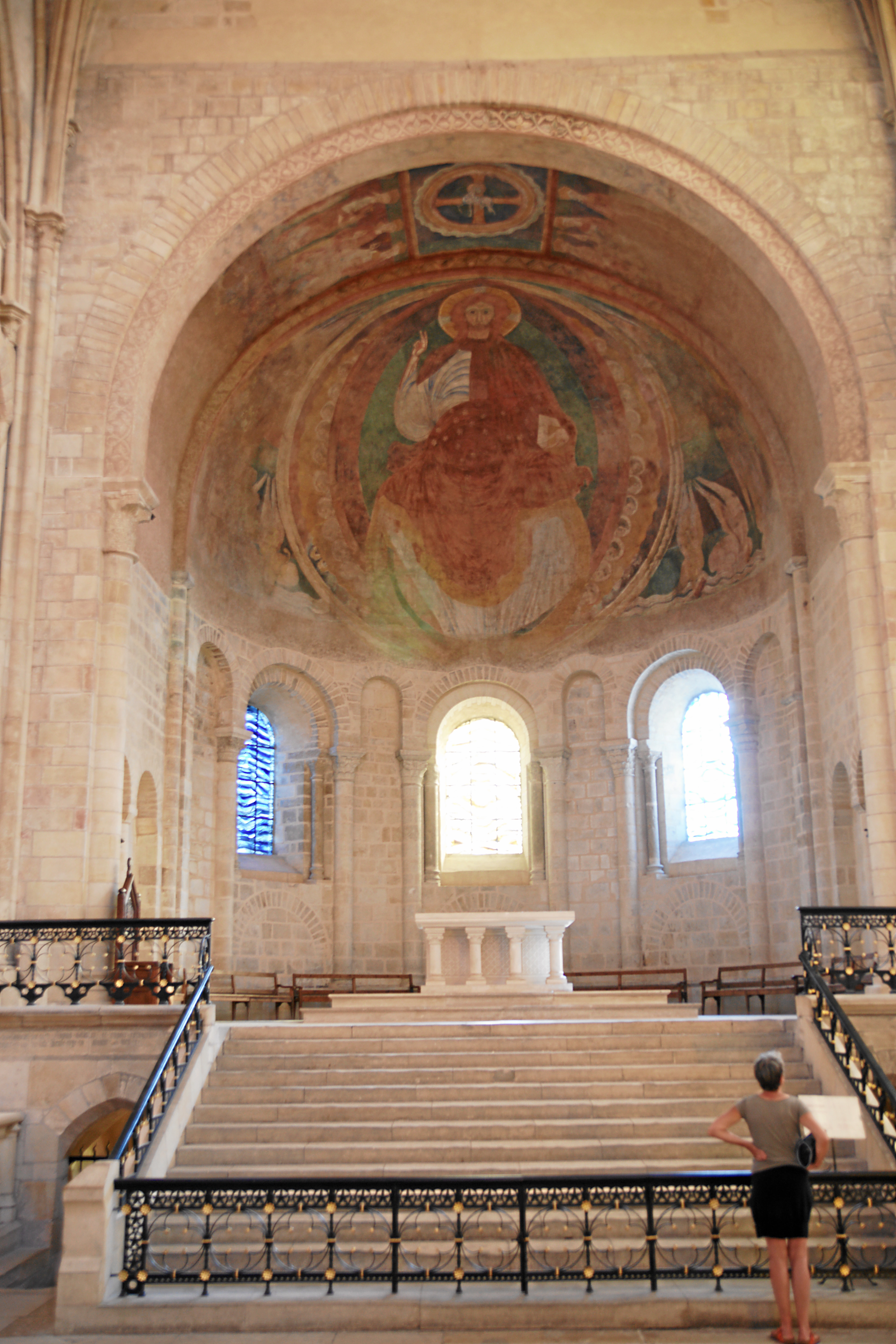
Chapelle absidiale.
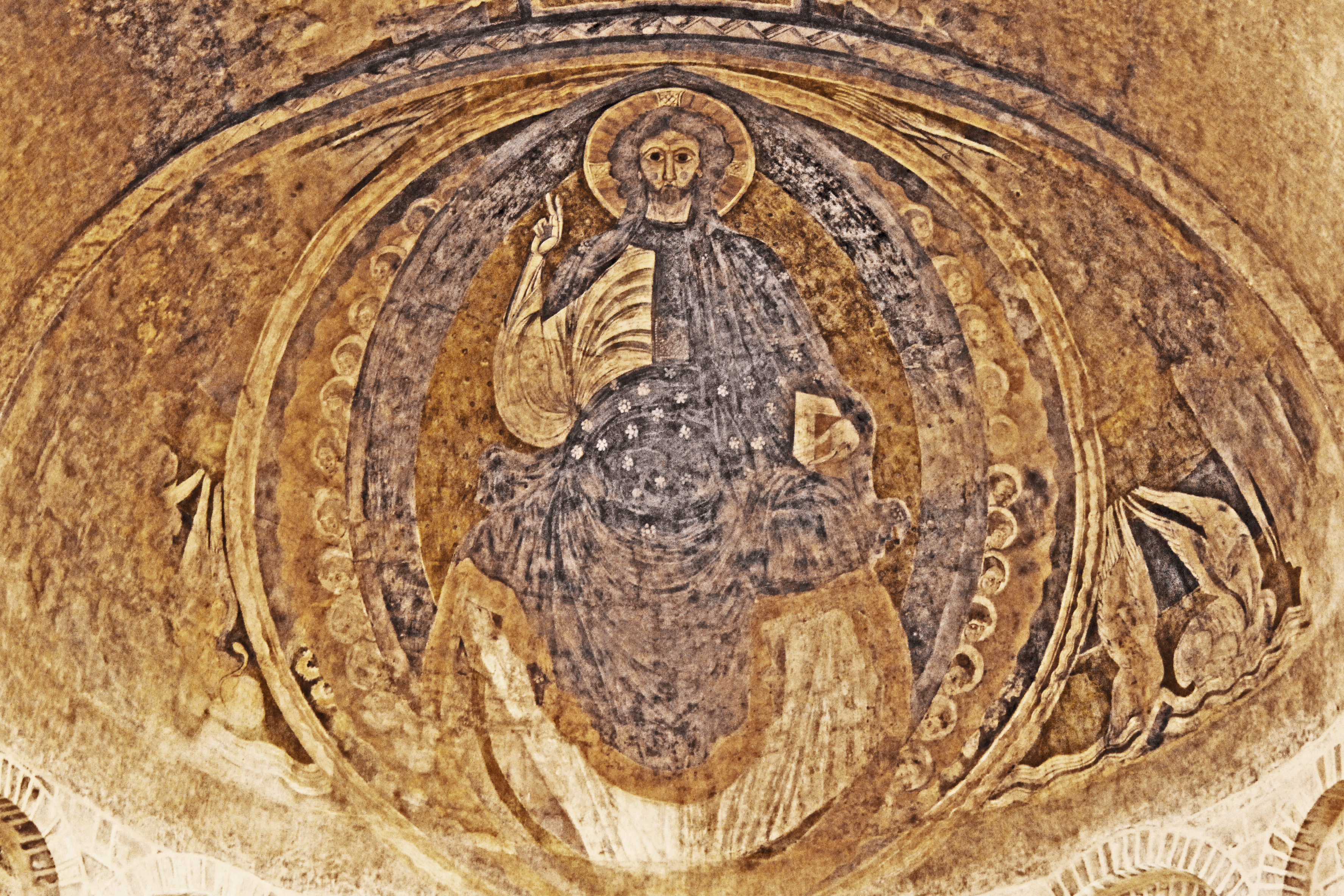
Fresque de l'abside.

- Une peinture de l'Ange, datant du XIXe siècle dans la chapelle de l'Immaculée Conception.
- Une peinture de la Vierge, datant du XIXe siècle dans la chapelle de l'Immaculée Conception.
- Une peinture de la création d'une milice catholique pour le duc de Gonzague.
- Une peinture du Christ en croix dans une des chapelles latérales nord.
- Une peinture très effacée sur le mur du croisillon nord du transept roman (juste derrière la porte d'entrée située au nord).

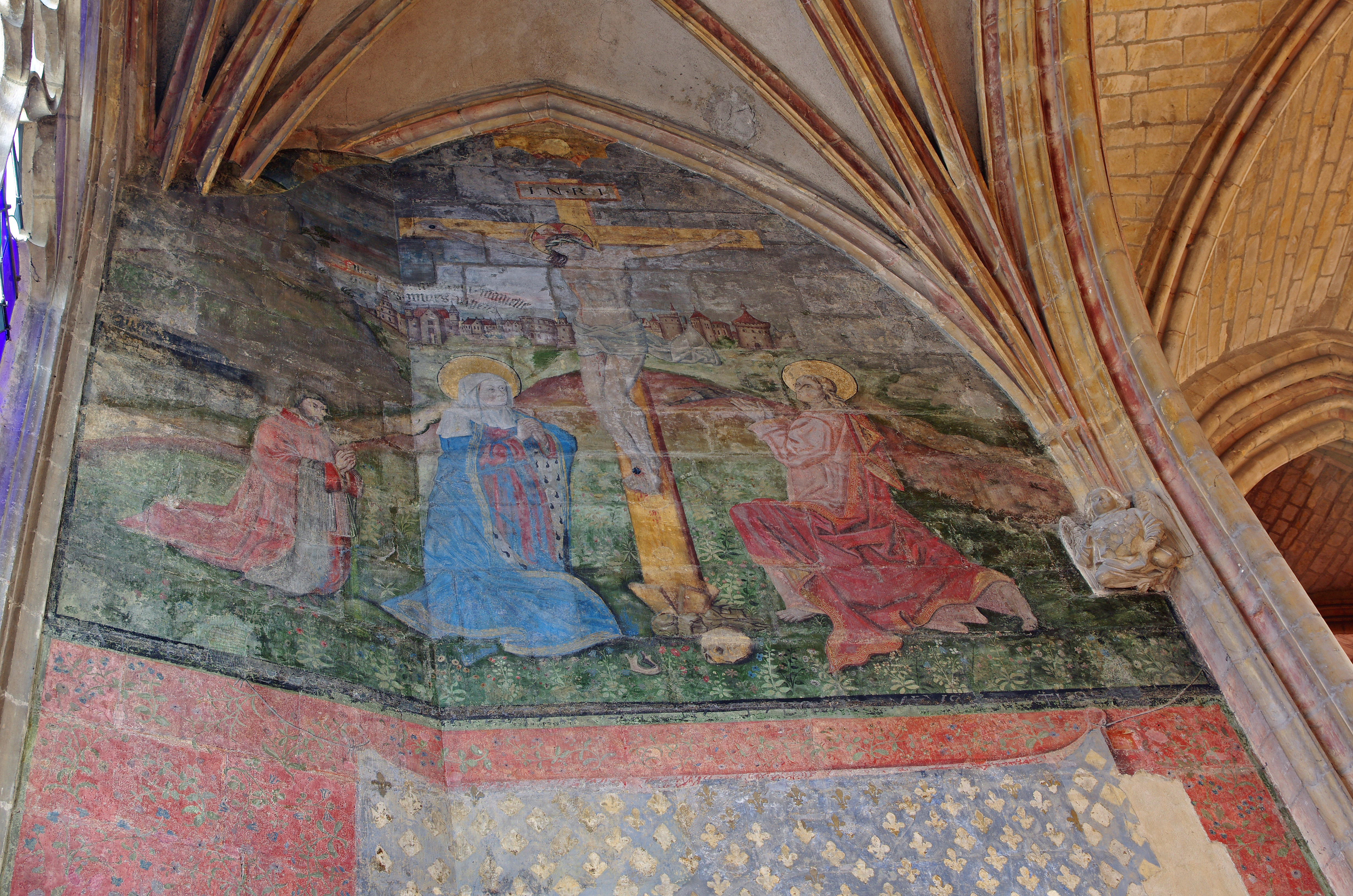
Peinture murale du Christ.
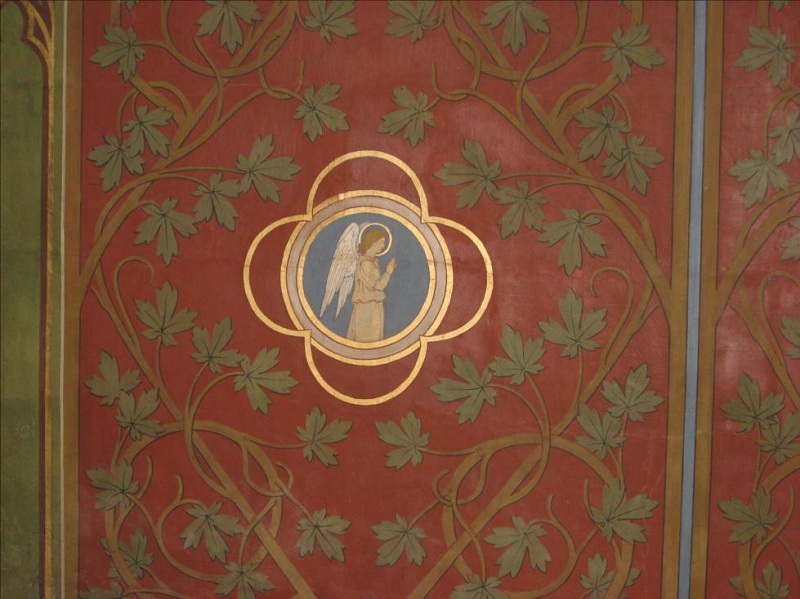
Peinture de l'Ange, datant du XIXe siècle.
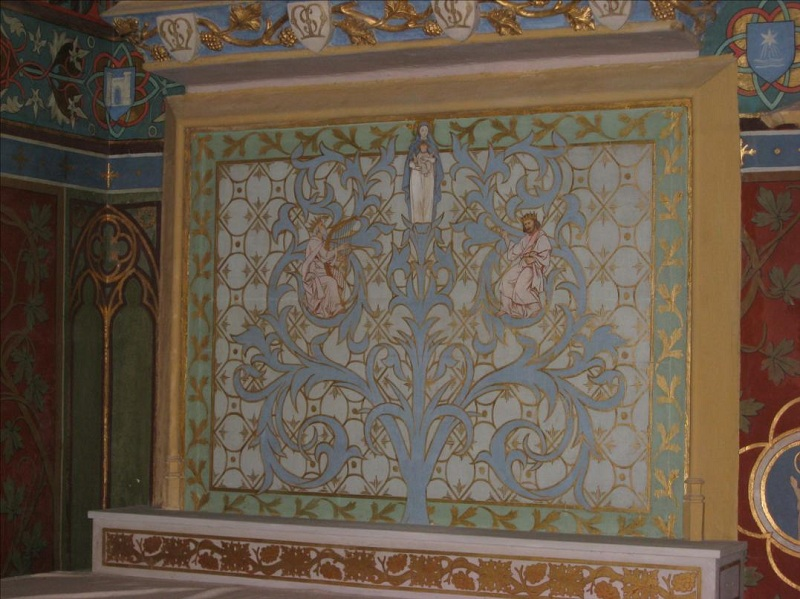
Peinture de la Vierge, datant du XIXe siècle.

## Mobilier
Parmi ses trésors, on trouve une ancienne cuve baptismale, des peintures murales de différents siècles, une chapelle de l'Immaculée Conception et ses peintures murales du XIXe, de l'orfèvrerie, des menuiseries… objets souvent listés aux monuments historiques. Une grande partie fut détruite en 1944 durant la Seconde Guerre mondiale.

### Retables
Deux bas-reliefs sculptés ont fait la renommée de la cathédrale avant la Seconde Guerre mondiale : le retable de la Vierge et celui de saint Jean-Baptiste :
- le premier daté de 1444 relate les scènes de la Dormition, de l'Assomption et du Couronnement de la Vierge en trois registres superposés ; le retable est présenté dorénavant dans une des chapelles de la collatérale sud ;
- le second illustre la vie du saint dans un très riche décor de paysages et de saynètes sculptées en haut relief. Il est visible dans une des chapelles de la collatérale nord. On peut y remarquer un bateau de Loire, bien reconnaissable à différents détails caractéristiques de ce type de bateau.

Ces deux retables, édifiées au-dessus d'autels et tous deux encadrés de feuillages sculptés ont été dégradés à la Révolution et démontés à la suite du bombardement de 1944 avant d'être restaurés et présentés, aujourd'hui, au public.

### Autres mobiliers religieux
- Une pietà en pierre polychrome du XVe siècle provient de l'ancienne église Saint-Arigle, détruite lors de la Révolution française. C'est une sculpture représentative de l'art flamand bourguignon du XVe siècle. La Vierge a les traits d'une paysanne bourguignonne aux cheveux blonds défaits et soutient son fils sur ses genoux.
- Une statue de saint Cyr et sainte Julitte qui date du XVIe siècle.

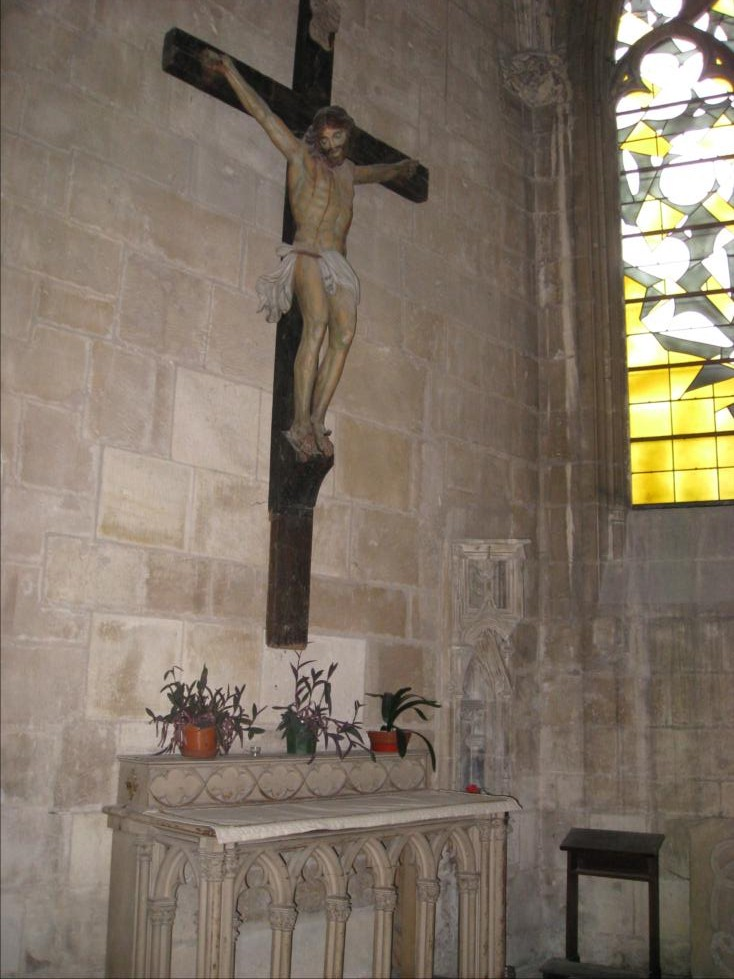
Un christ en Croix, datant du XVIe siècle.
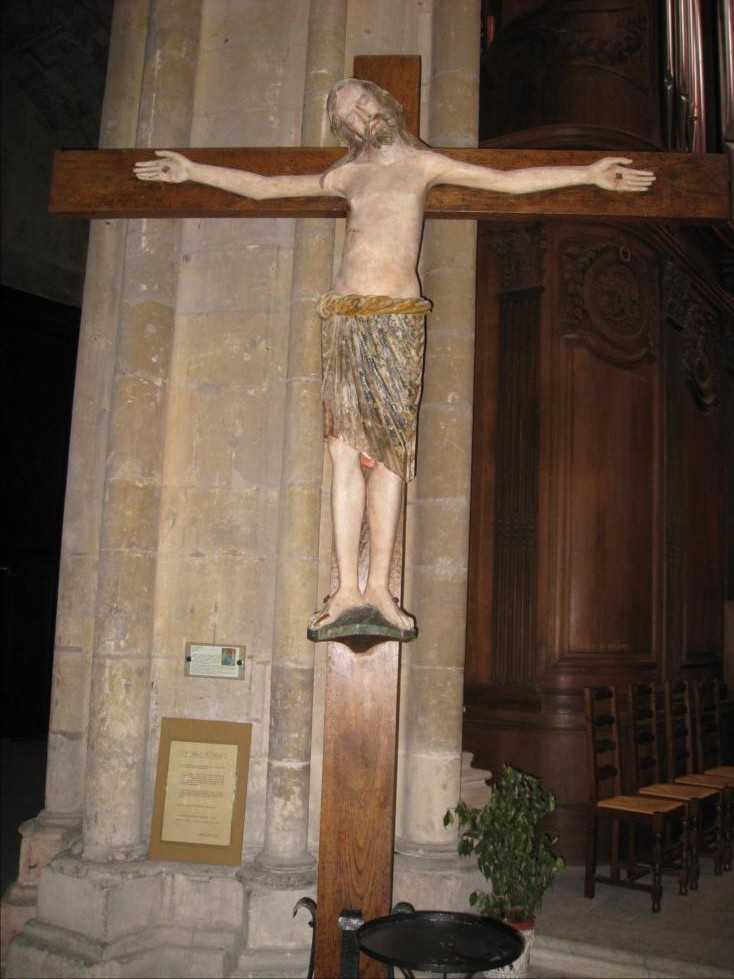
Un christ en Croix, datant du XIIIe siècle. La sculpture est en bois polychrome. Les sculpteurs ont recherché la sobriété : pas de couronne d'épines, les pieds reposent à plat, pas de plaies sanglantes. Ce christ n'inspire pas la pitié. Il vient de mourir, mais déjà les artistes annoncent sa résurrection.
- Une cuve baptismale.
- Le monument aux morts.
- Une chaire du XIXe siècle.
- Une horloge du XVIe siècle. Elle est de style Renaissance. Elle a été en partie refaite. Créée en 1528, elle est surmontée d'un jacquemart : quand l'heure sonne, le chevalier frappe la cloche et saint Michel frappe le dragon de son épée.
- Un lutrin, en ferronnerie du XVIIIe siècle, servant à porter l'évangéliaire (livre liturgique contenant l'ensemble des passages de l'Évangile qui sont lus à la messe). Sur ce lutrin sont inscrites en lettres dorées les initiales des saints protecteurs de la cathédrale : SC SJ (saint Cyr et sainte Julitte) ;
- Un ambon, qui sert à proclamer l'Évangile pendant la messe.
- Le gisant de Yolande de Bourgogne, comtesse de Nevers.
- Des morceaux de pierres tombales dans une des chapelles du chœur gothique.
- Les restes des stalles du XVIIIe siècle qui sont rassemblées dans une chapelle et qui doivent être, prochainement, restaurées et remontées.

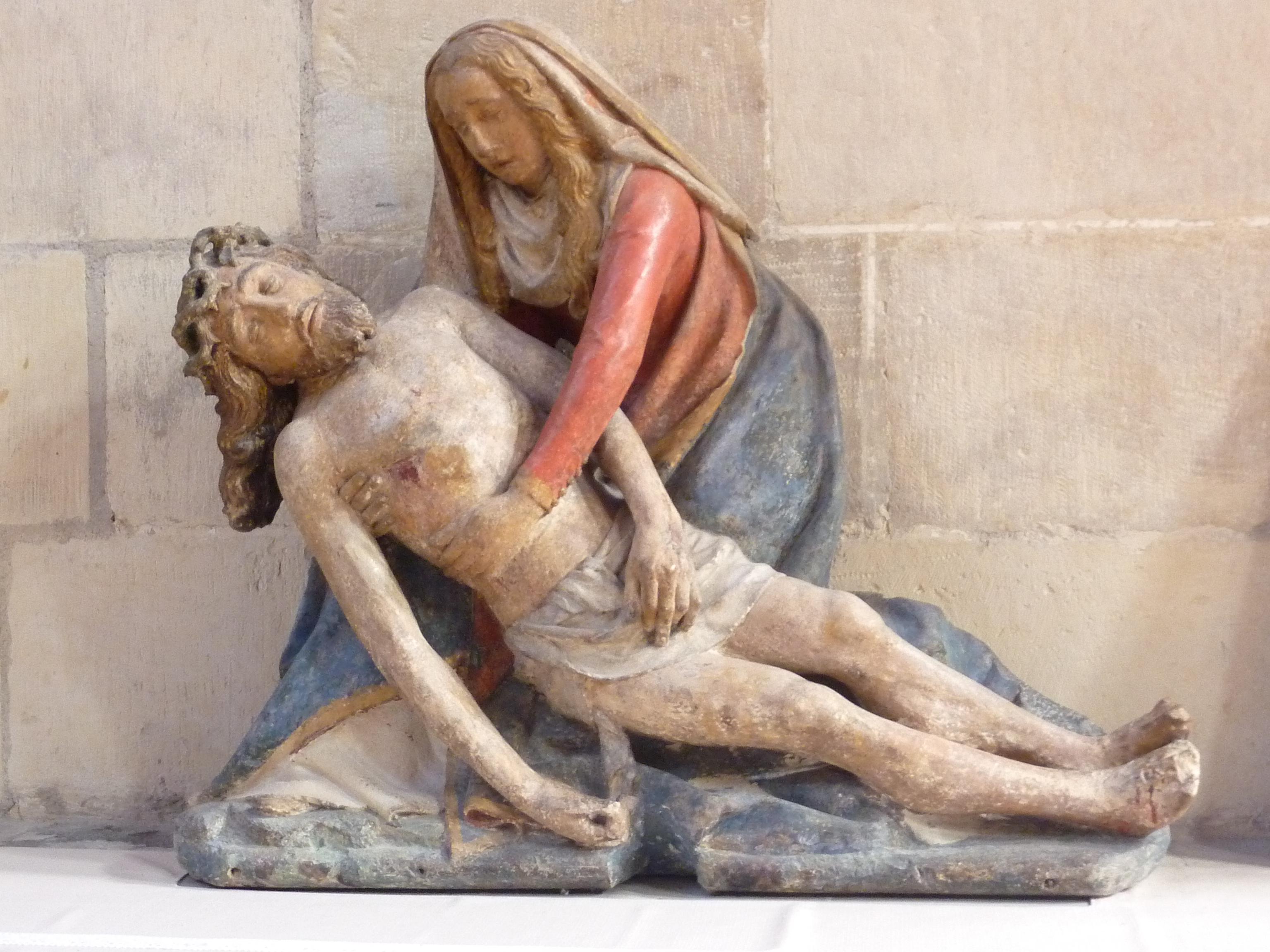
Piétà du XVe siècle.
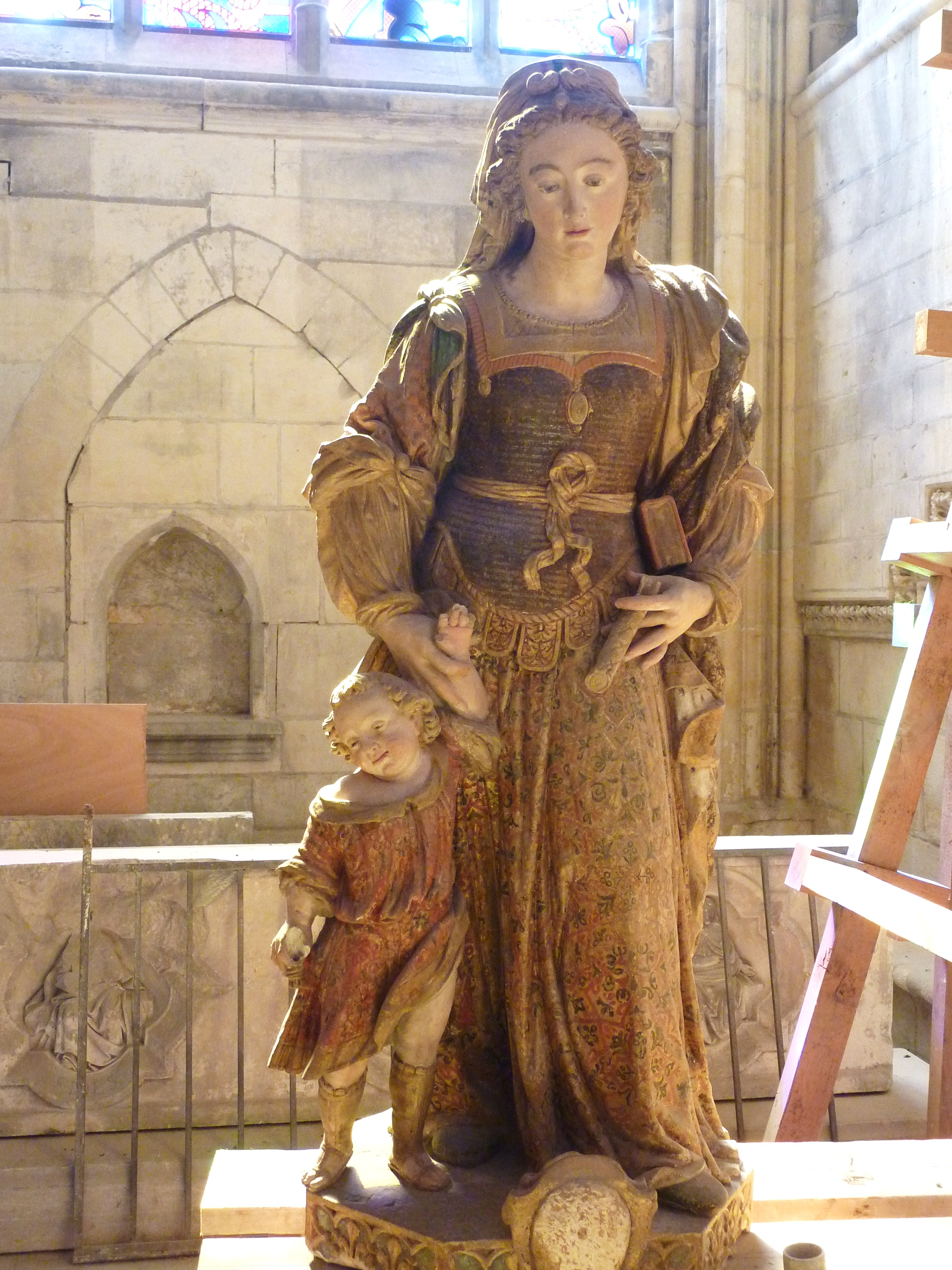
Statue de saint Cyr et sainte Julitte.
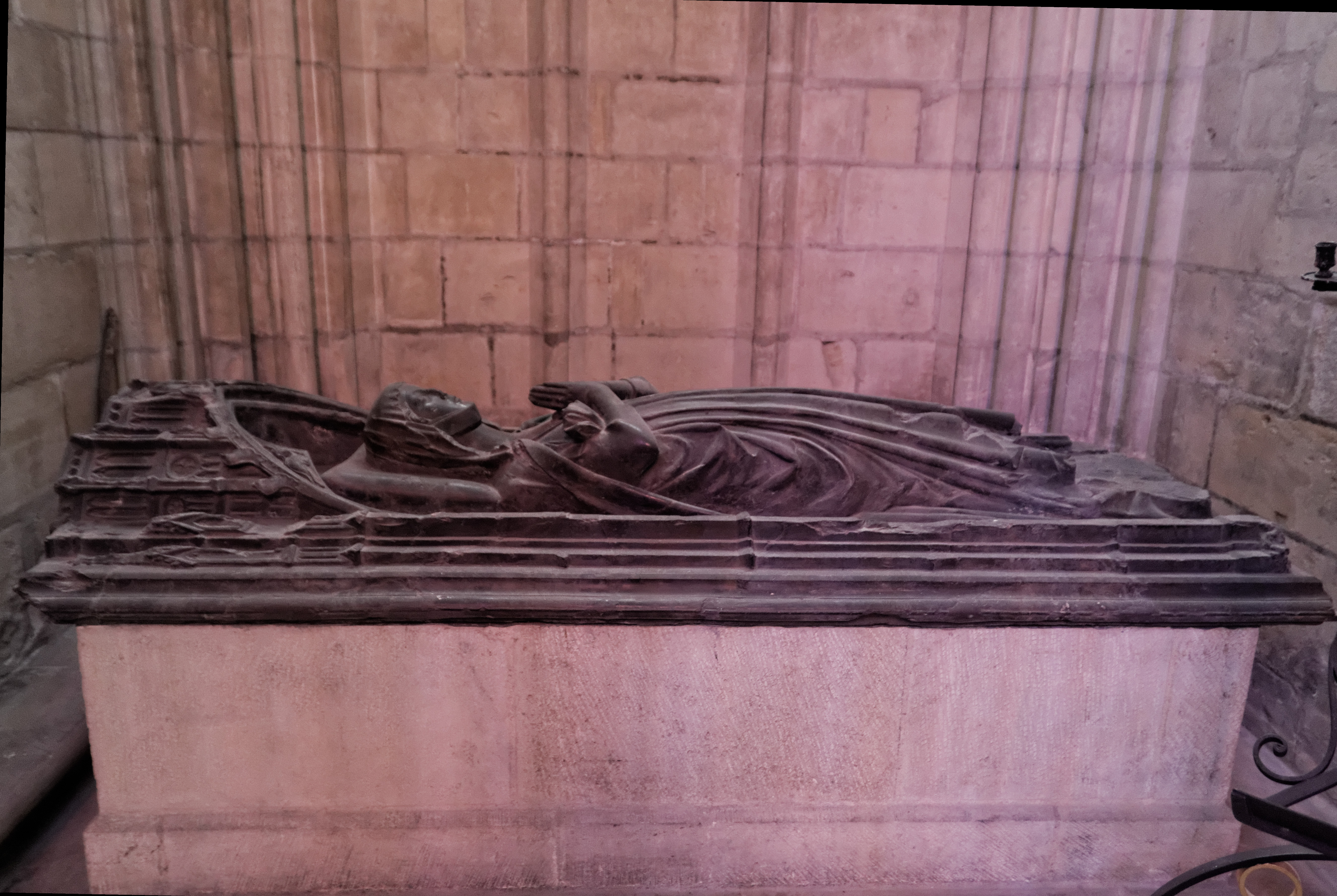
Le gisant de Yolande de Bourgogne, comtesse de Nevers.

- Un christ en Croix, datant du XVIe siècle.
- Un christ en Croix, datant du XIIIe siècle.

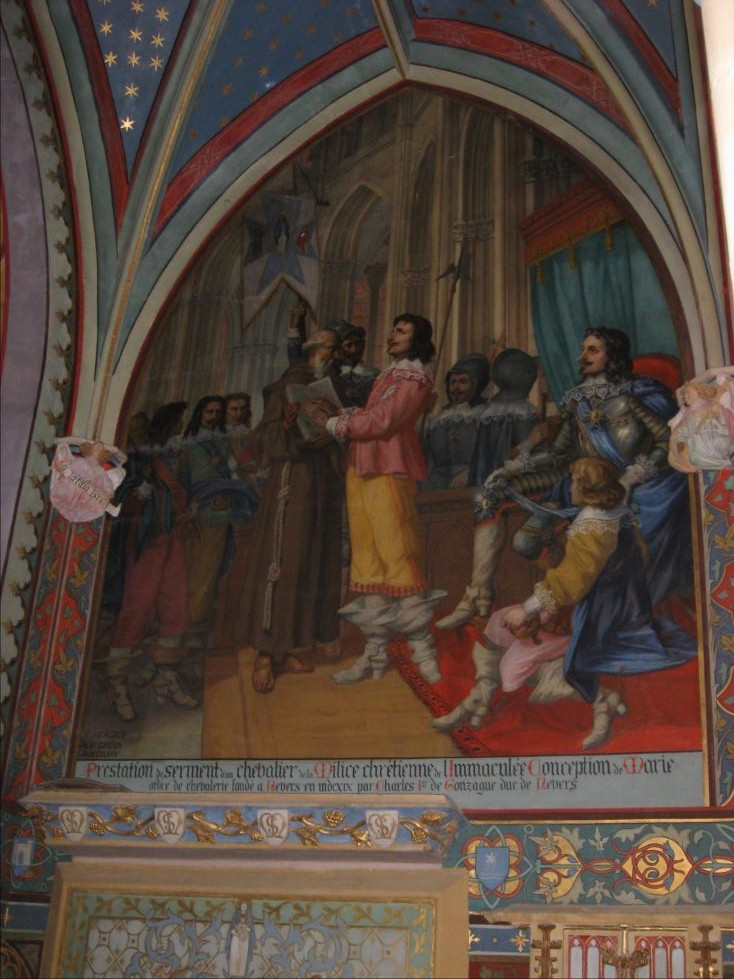
Peinture de l'Ordre.
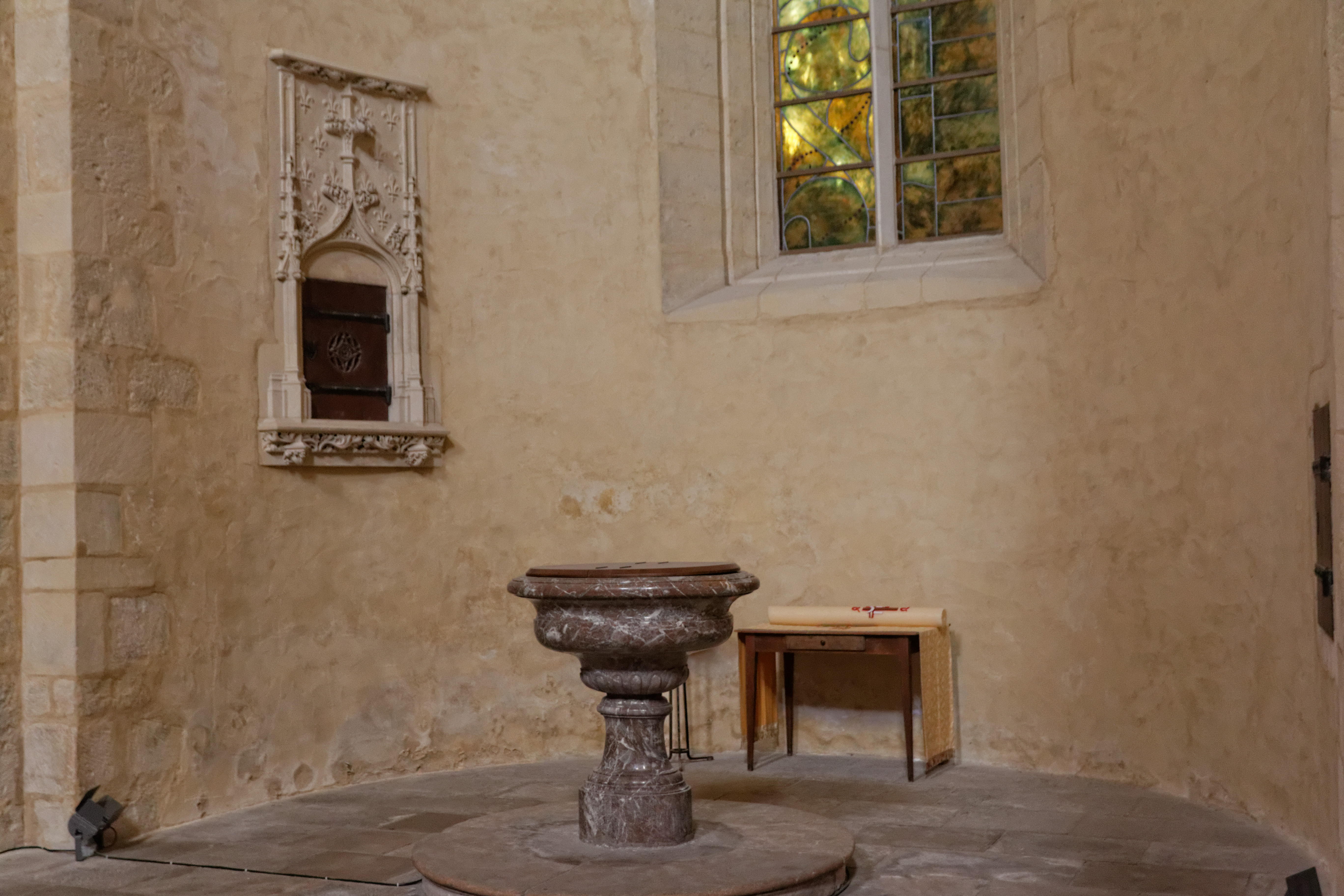
Cuve baptismale.
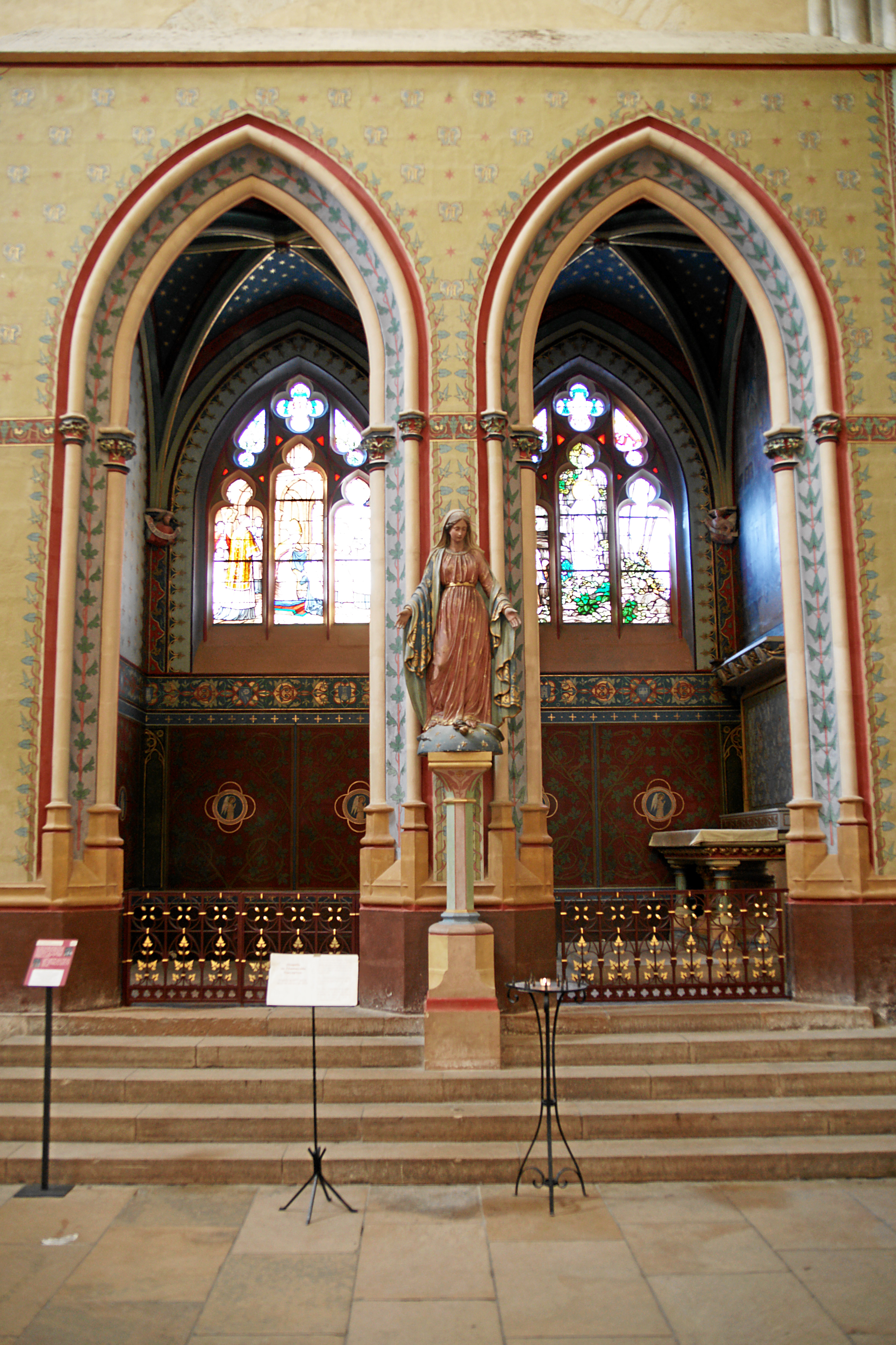
La chapelle de l'Immaculée Conception.
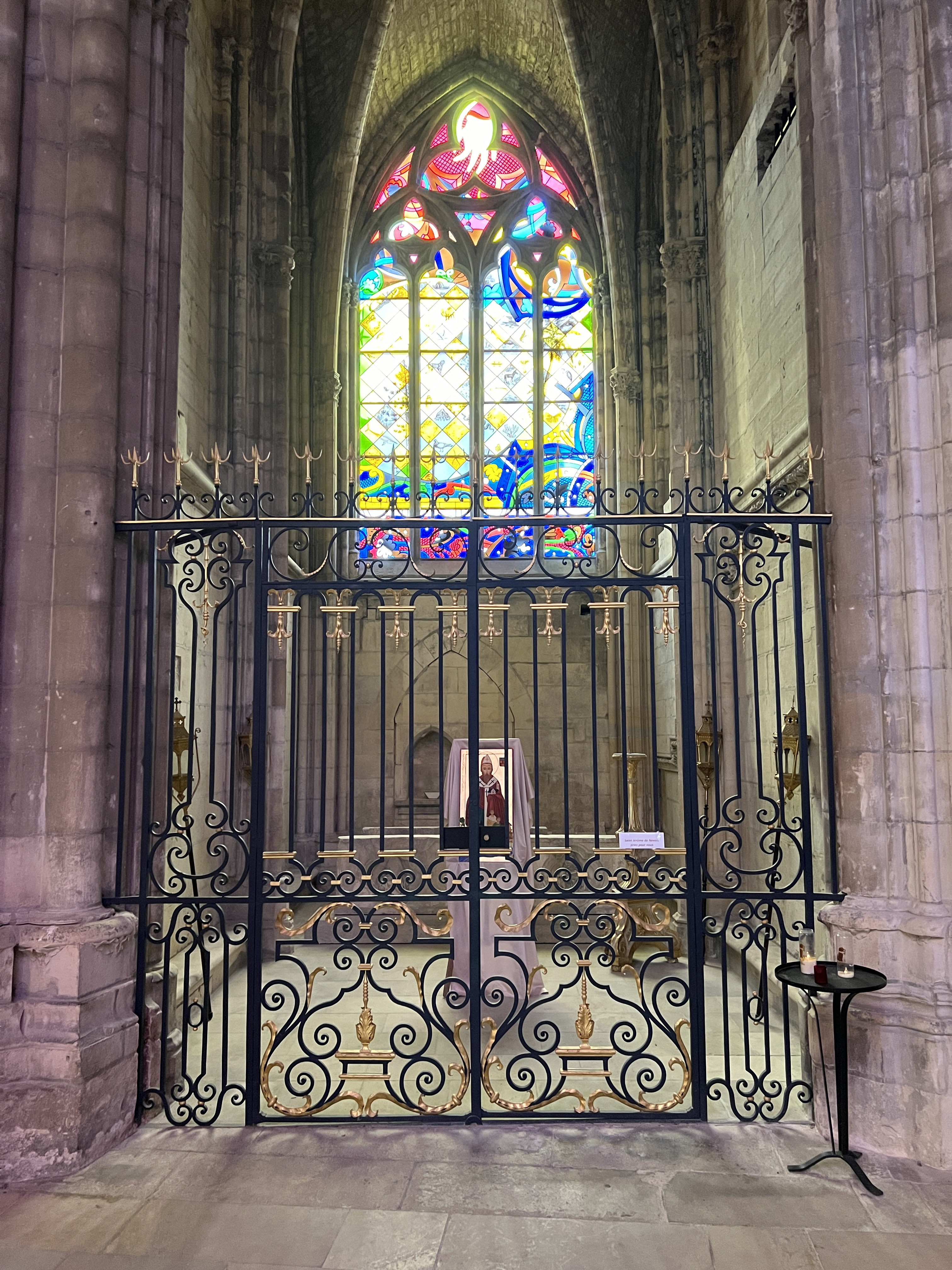
La chapelle Saint-Jérôme de Nevers.
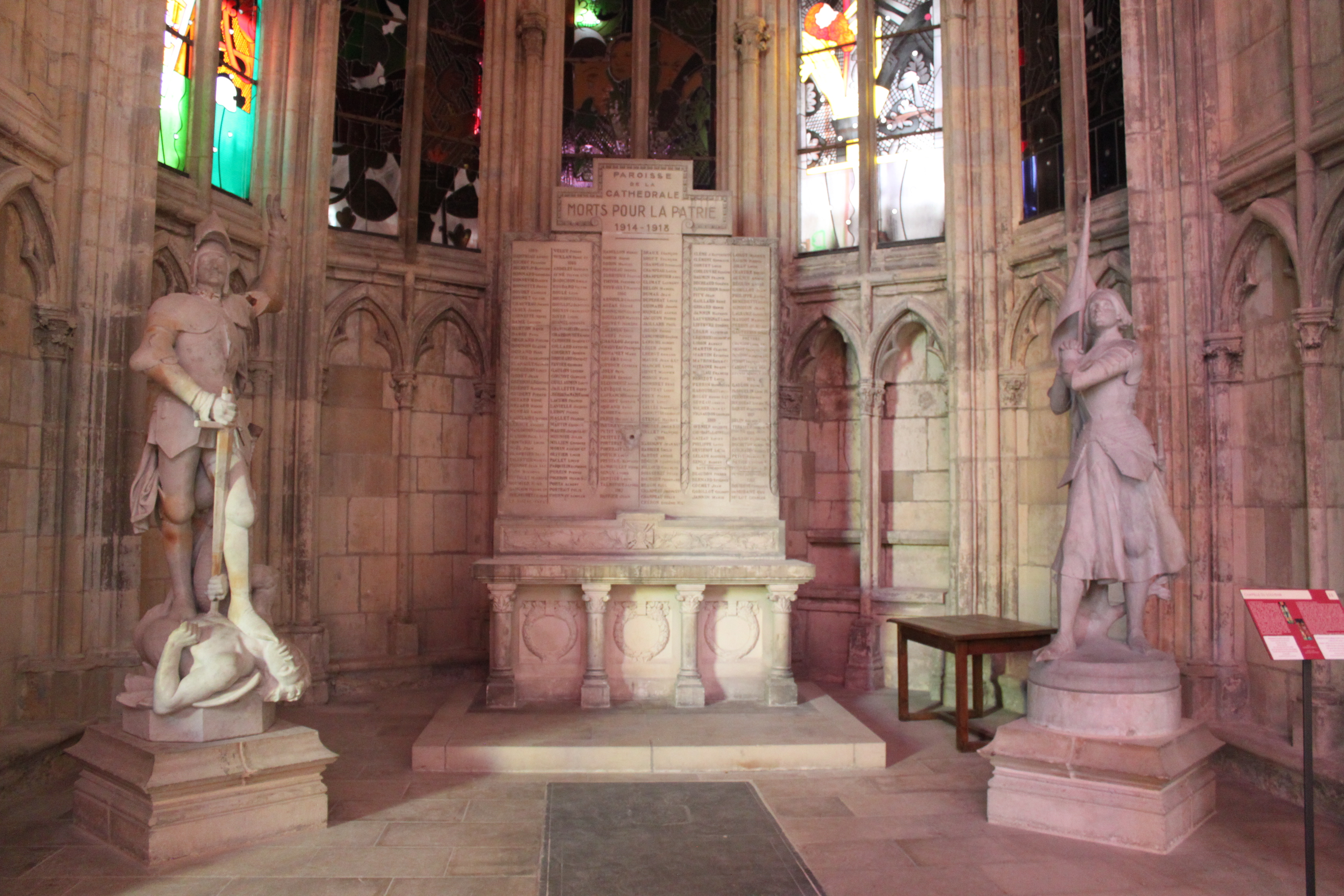
Le monument aux morts.
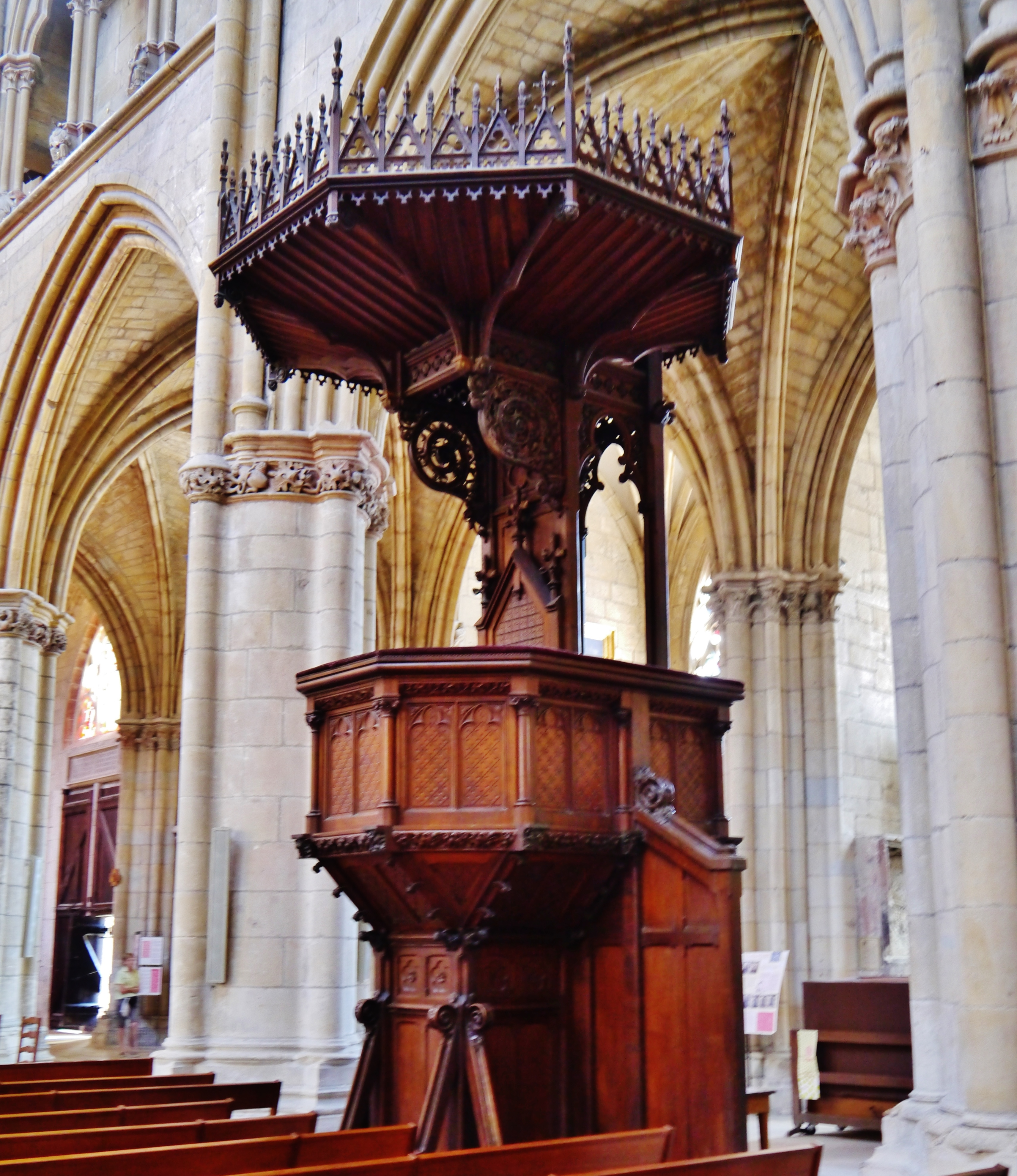
la chaire du XIXe siècle.
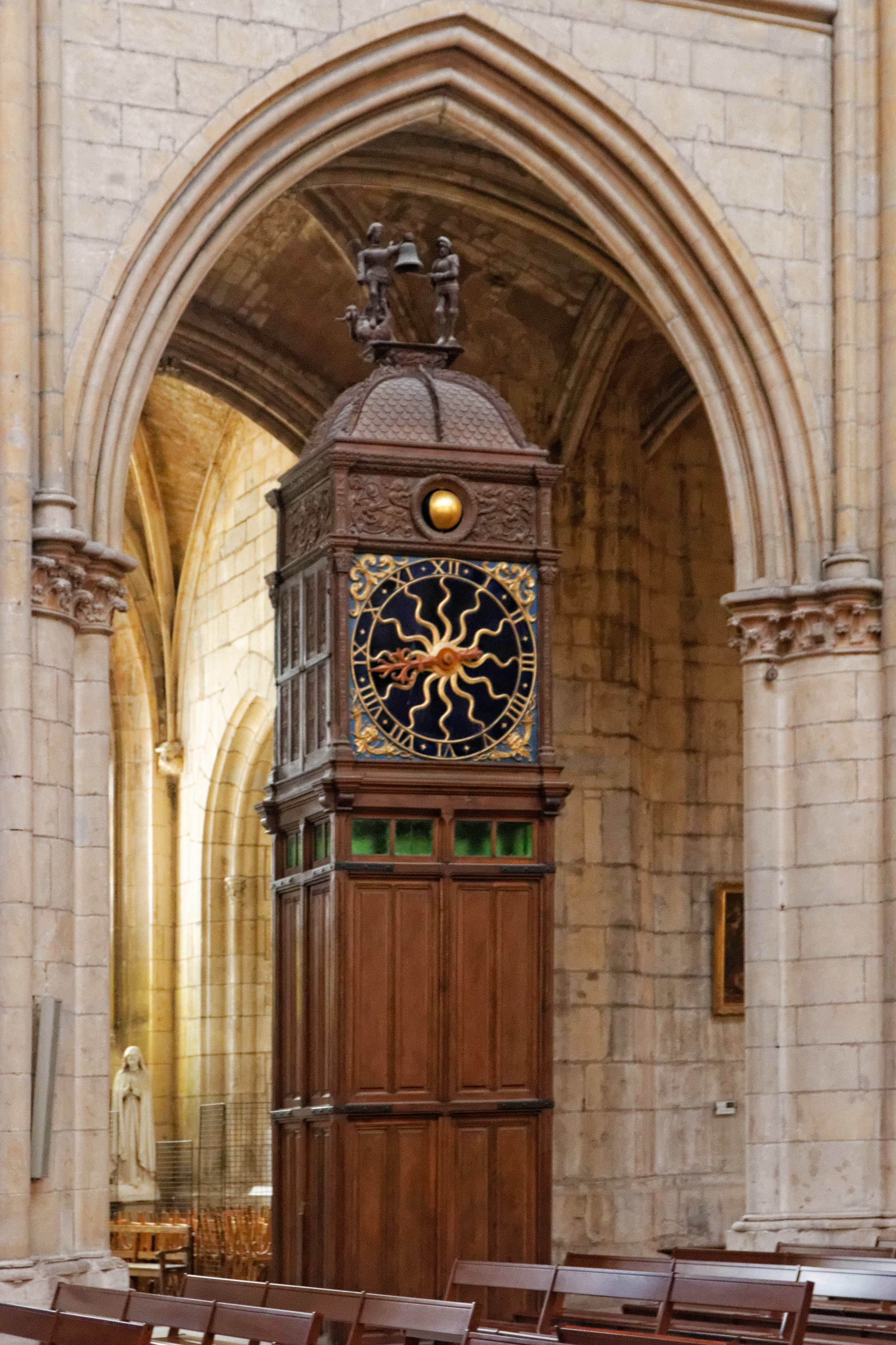
Horloge du XVIe siècle.
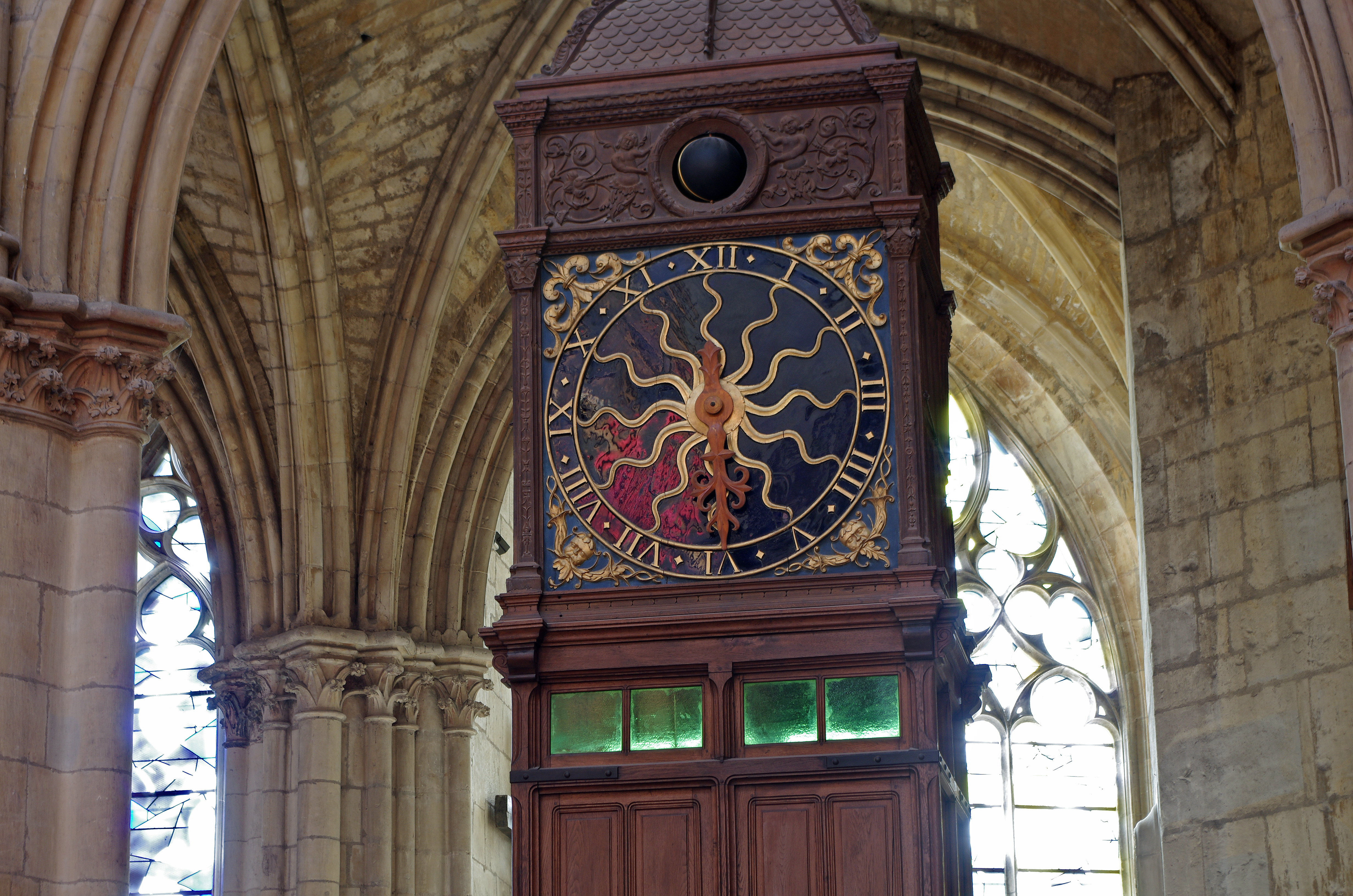
L'horloge du XVIe siècle (vue de près).
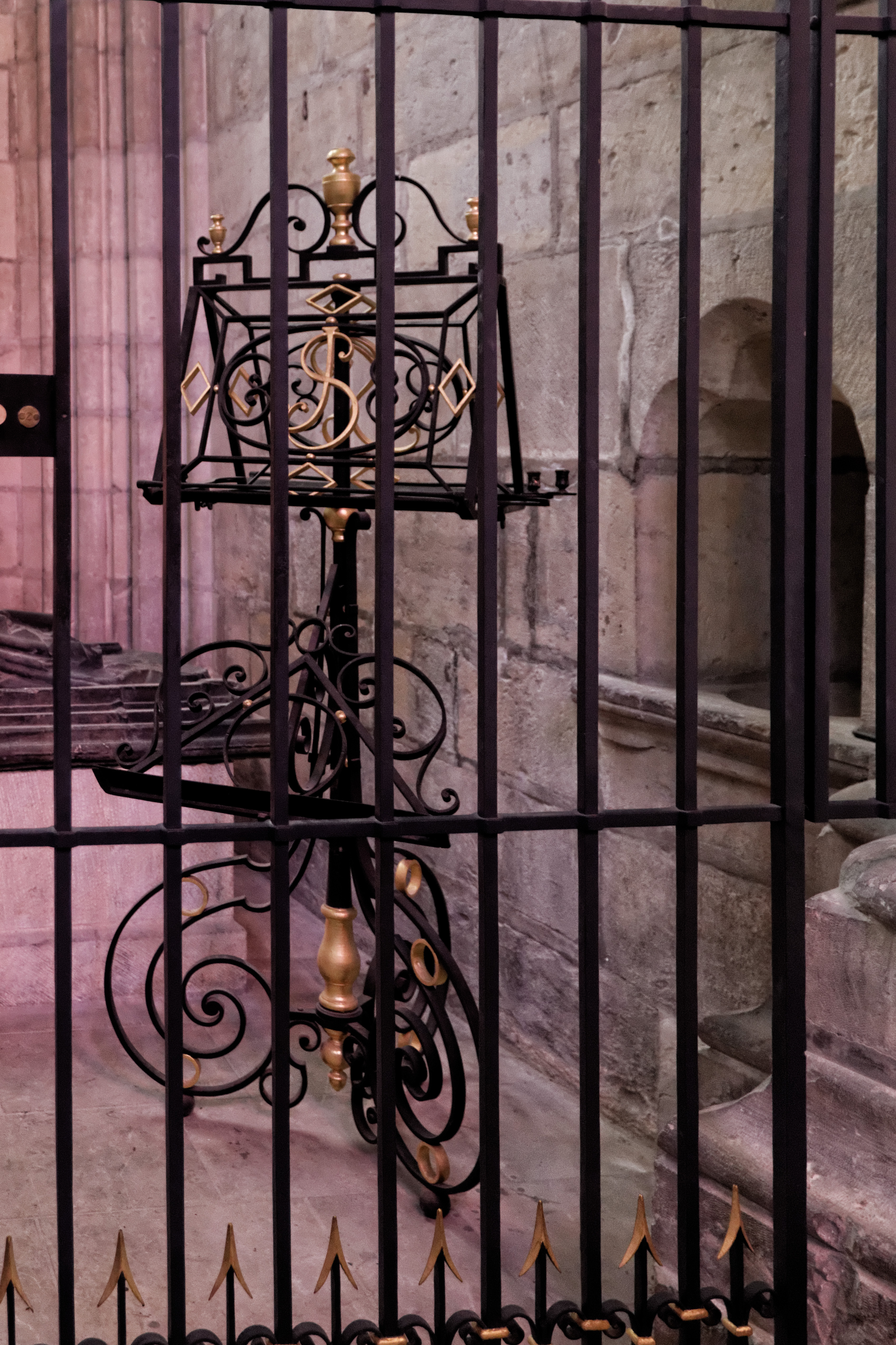
Le lutrin.
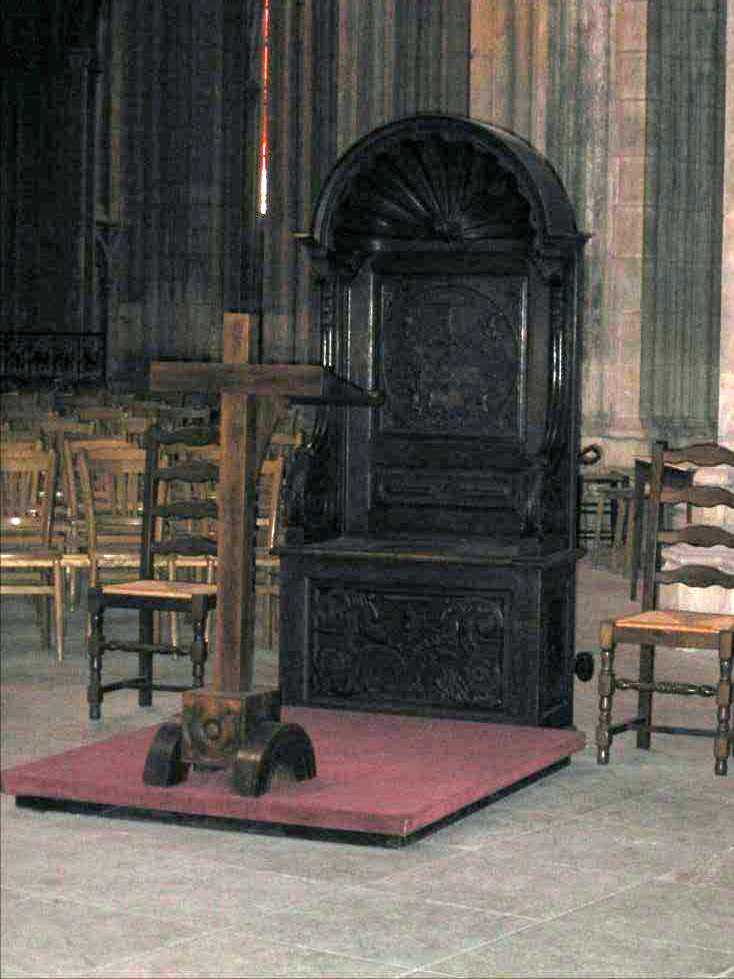
L'ambon.

### Orgue

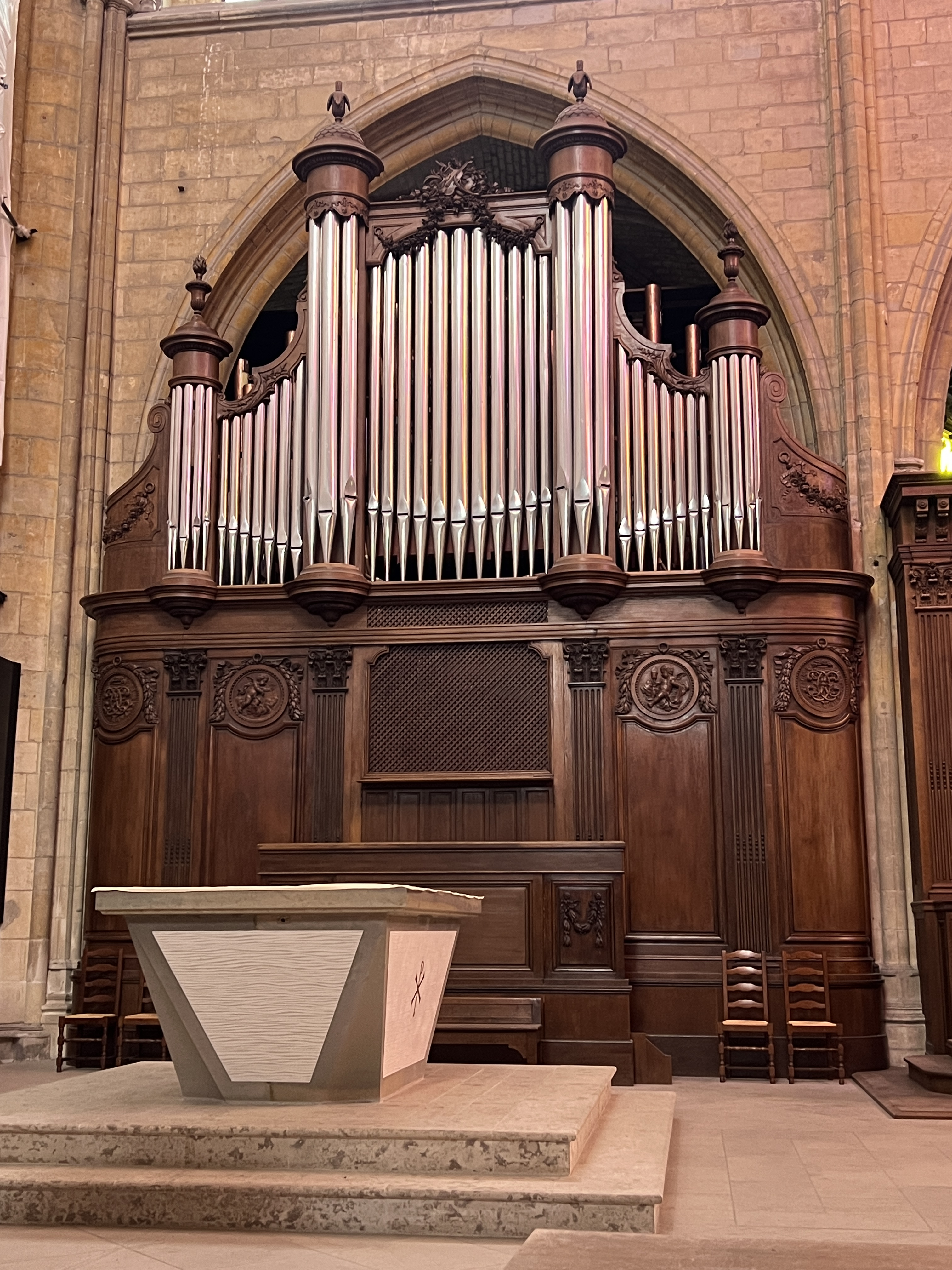
L'orgue.

Dans le chœur, l'orgue de Cavaillé-Coll installé en 1867 a été détruit par le bombardement de 1944. Un instrument neuf le remplacera en 1978. Son buffet réutilise en partie, les anciennes boiseries des stalles du chœur.
L'orgue actuel d'esthétique néoclassique fut construit en 1978 par la maison Danion-Gonzalez ; il comporte trois claviers, un pédalier et 44 jeux.
L'association Orgues en Nièvre organise chaque été le festival Nevers les orgues autour du Grand orgue de la cathédrale (du 15 juillet au 15 août).
En voici la composition :
| I - Positif (56 n.) | II - Grand-Orgue (56 n.) | III - Récit exp. (56 n.)  | Pédalier (56 n.) |
| ------------------- | ------------------------ | ------------------------- | ---------------- |
| Bourdon 8           | Bourdon 16               | Dulciane 8                | Principal 16     |
| Prestant 4          | Montre 8                 | Cor de nuit 8             | Soubasse 16      |
| Flûte 4             | Flûte à cheminée 8       | Voix céleste 8            | Principal 8      |
| Octave 2            | Prestant 4               | Principal 4               | Flûte 8          |
| Quarte 2            | Grosse tierce 3 1/5      | Flûte 4                   | Principal 4      |
| Larigot 1 1/3       | Nasard 2 2/3             | Flûte 2                   | Flûte 4          |
| Sesquialtera II     | Doublette 2              | Cornet V (FA2 hors boîte) | Flûte 2          |
| Plein-jeu III       | Grosse fourniture II     | Carillon III              | Bombarde 16      |
| Cromorne 8          | Fourniture III           | Trompette 8               | Trompette 8      |
|                     | Cymbale III              | Hautbois 8                | Clairon 4        |
|                     | Cornet V (DO3)           | Voix humaine 8            |                  |
|                     | Bombarde 16              |                           |                  |
|                     | Trompette 8              | Trémolo                   |                  |
|                     | Clairon 4                |                           |                  |
|                     |                          |                           |                  |
| Accouplements :     | REC/PO, REC/GO, PO/GO    |                           |                  |
| Tirasses :          | REC, PO, GO              |                           |                  |

Traction mécanique pour les notes (rubans en inox), électrique pour les jeux ;
Combinateur.